# Pteranodon
Pteranodon (del griego πτερ- "ala" y αν-οδων "desdentado"), es un género extinto de pterosaurio pteranodóntido, que existieron durante el período Cretácico Superior de América del Norte, en las regiones que actualmente integran los estados de Kansas, Alabama, Nebraska, Wyoming y Dakota del Sur. Se han encontrado más especímenes fósiles de Pteranodon que de cualquier otro pterosaurio, con cerca de 1,200 especímenes conocidos por la ciencia actual, muchos de ellos bien preservados, con cráneos completos y esqueletos articulados. Fue un género importante en la comunidad faunística presente en el Mar de Niobrara.
Los Pteranodon eran pterosaurios, pero no dinosaurios. Por definición, todos los dinosaurios pertenecen a los grupos Saurischia u Ornithischia, de los que los pterosaurios no forman parte. Aun así, Pteranodon es frecuentemente representado en los medios de comunicación sobre dinosaurios y son frecuentemente asociados con estos por el público en general. Si bien no son dinosaurios, los pterosaurios como Pteranodon forman un clado hermano con los dinosaurios dentro del clado Avemetatarsalia.

## Descripción
Las especies de Pteranodon están muy bien representadas en el registro fósil, permitiendo realizar detalladas descripciones de su anatomía y de su estilo de vida. Cerca de 1000 especímenes han sido identificados, aunque menos de la mitad están lo suficientemente completos como para proporcionar a los investigadores buena información sobre la anatomía del animal. Aun así, estos son muchos más fósiles que los conocidos para cualquier otro pterosaurio, y esto incluye tanto especímenes de machos y hembras de varios grupos de edad y, posiblemente, especies.

### Tamaño

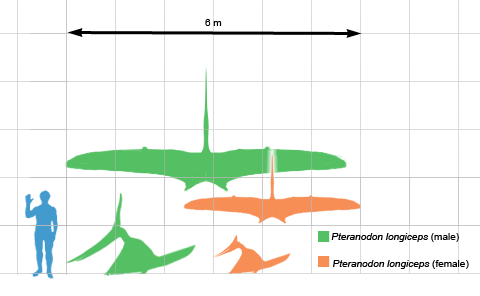
Tamaño de un macho de P. longiceps (en verde) y hembra (en naranja) comparados con un humano.

Los especímenes adultos de Pteranodon pueden ser divididos en dos clases según su tamaño. Aquellos de menor tamaño poseen crestas pequeñas y amplios canales en la pelvis, que son más anchos que los de la clase de mayor tamaño. El tamaño del canal pélvico era probablemente para permitir la puesta de los huevos, lo que indica que los adultos menores eran las hembras. El grupo de mayor tamaño representaría individuos machos, con caderas estrechas y enormes crestas en su cabeza, la cual era probablemente para despliegues visuales.
Los machos adultos de Pteranodon estuvieron entre los mayores pterosaurios, y de hecho fueron los mayores reptiles voladores conocidos hasta finales del siglo XX, cuando se descubrió a los gigantescos pterosaurios azdárquidos. La envergadura de un macho adulto promedio de Pteranodon era de 5.6 metros. Las hembras adultas eran mucho menores, promediando los 3.8 metros de envergadura. El mayor ejemplar de Pteranodon longiceps de la formación Niobrara medía 6.25 metros de la punta de un ala a la otra. Un ejemplar aún mayor es conocido de la formación Pierre Shale, con una envergadura de 7.25 metros, si bien este espécimen puede pertenecer al género y especie distintos Geosternbergia maysei.
Los métodos usados para estimar el peso de los grandes machos de Pteranodon (aquellos con envergaduras de cerca de 7 metros) han sido notoriamente poco fiables, produciendo una amplia gama de estimaciones desde tan bajas como 20 kg. a tan altas como 93 kg. En una revisión de estimaciones de tamaño de los pterosaurios publicados en 2010, los investigadores Mark Witton y Mike Habib demostraron que las últimas estimaciones – las mayores – son casi ciertamente incorrectas dado el volumen total del cuerpo del Pteranodon, y solo podrían ser correctos si el animal "estuviera principalmente compuesto de aluminio." Witton y Habib consideraron que los métodos usados por otros científicos quienes obtuvieron estimados de peso menores eran igualmente deficientes. Muchos los habían producido extrapolando el peso de animales modernos como murciélagos y aves al tamaño de Pteranodon, a pesar del hecho de que los pterosaurios eran muy distintos de cualquier animal moderno en sus proporciones corporales y en la anatomía de sus tejidos blandos.

### Cráneo y mandíbulas

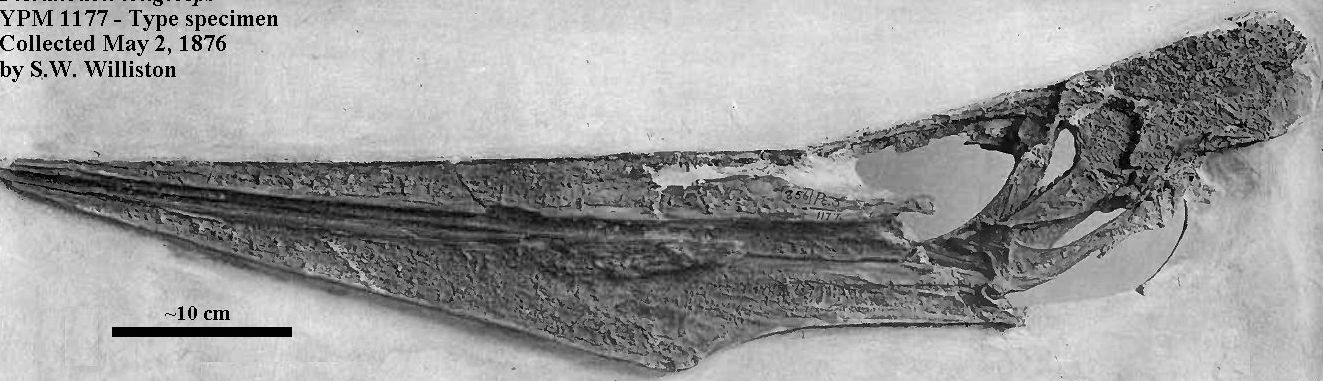
Ejemplar YPM1177 (holotipo) crestado de P. longiceps, ahora interpretado como una hembra.

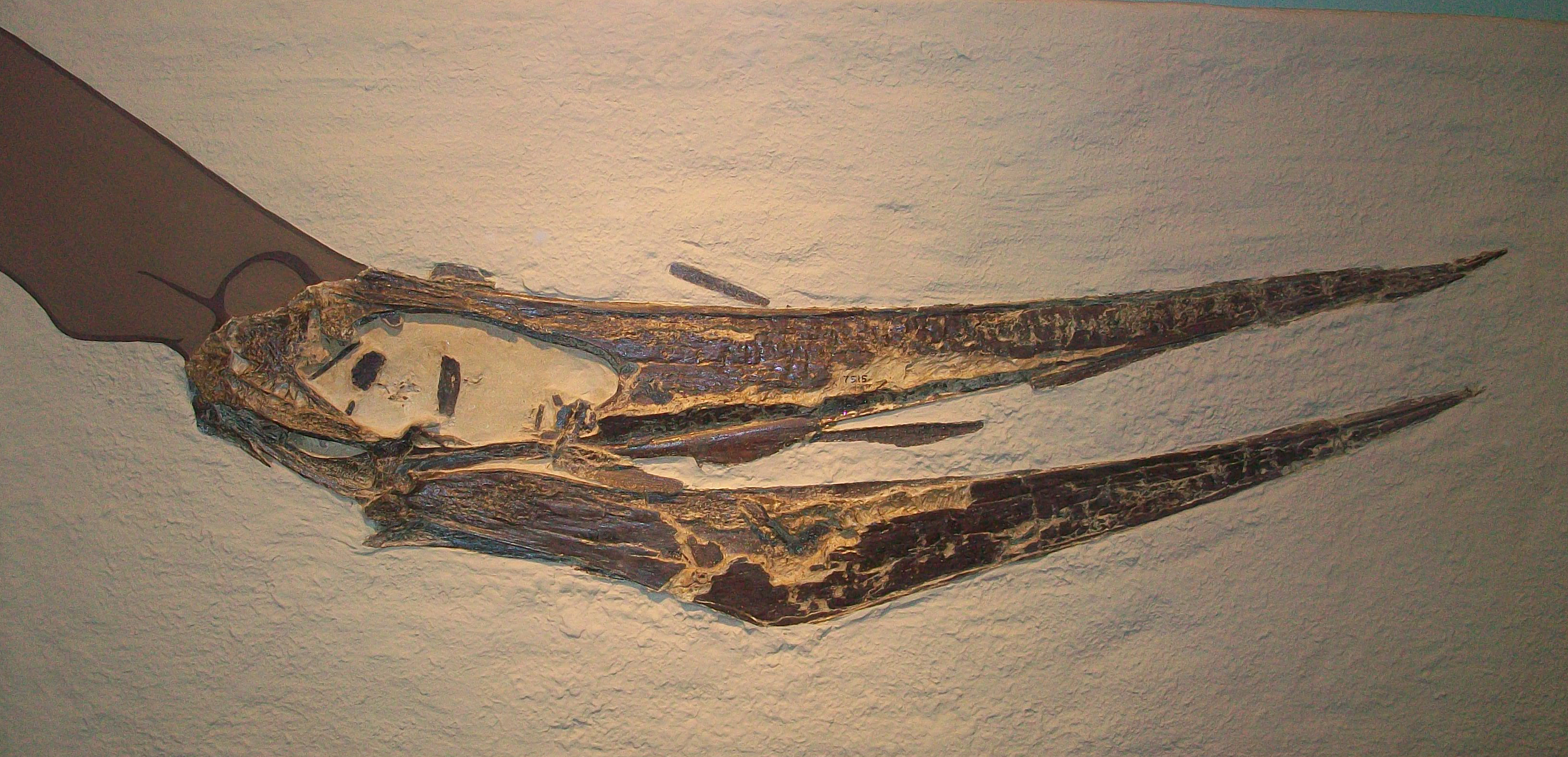
Cráneo y pico de la muestra AMNH 7515.

A diferencia de pterosaurios más primitivos como Rhamphorhynchus y Pterodactylus, Pteranodon tenía un pico desdentado, similar al de las aves modernas. El pico de Pteranodon estaba hecho de bordes óseos sólidos que se proyectaban desde la base de las mandíbulas. El pico era largo, estrecho y terminaba en una punta aguda. La mandíbula superior era más larga que la inferior. La mandíbula superior estaba curvada hacia arriba; mientras que lo que normalmente se atribuye solo al pico curvado hacia arriba, una ejemplar (UALVP 24238) tiene una curvatura que corresponde con la ampliación del pico hacia la punta. Aunque la punta del pico no es conocida en este espécimen, el nivel de la curvatura sugiere que este pudo haber sido extremadamente largo. La forma única del pico en este ejemplar llevó a Alexander Kellner a asignarlo a un género distinto, Dawndraco, en 2010.
La característica más distintiva de Pteranodon es su cresta craneal. Estas crestas eran una proyección de los huesos frontales que se proyectaban hacia arriba y atrás del cráneo. El tamaño y forma de estas crestas variaban debido a un cierto número de factores, incluyendo edad, género y especie. Los machos de Pteranodon sternbergi, la especie más antigua de las descritas a la fecha (y a veces situada en su propio género, Geosternbergia), tenía una cresta más vertical con una amplia proyección delantera, mientras que su descendiente, Pteranodon longiceps, evolucionaron una cresta más estrecha y orientada hacia atrás. Las hembras de ambas especies tenían crestas más pequeñas y redondeadas. Estas crestas eran probablemente estructuras de exhibición, aunque pudieron haber tenido también otras funciones.

### Esqueleto
Otras características distintivas que apartan a Pteranodon de otros pterosaurios incluyen estrechas espinas neurales en las vértebras, ligamentos similares a placas óseas que fortalecían las vértebras sobre la cadera, y una cola relativamente corta en la cual las últimas vértebras estaban fusionadas en una especie de larga vara ósea. La longitud entera de la cola era cerca del 3.5% de la envergadura alar, es decir más de 25 centímetros en los mayores machos.

## Rango temporal y evolución
Los fósiles de Pteranodon se conocen principalmente de la formación Niobrara en el centro de Estados Unidos. En sentido amplio, Pteranodon existió por más de cuatro millones de años, desde finales del Coniaciense hasta principios del Campaniense en el período Cretácico. El género está presente en muchas de las capas de la formación Niobrara excepto por las dos superiores; en 2003, Kenneth Carpenter proveyó la distribución y datación de los fósiles de esta formación, demostrando que Pteranodon sternbergi existió entre hace 88 a 85 millones de años, mientras que P. longiceps existió entre hace 86-84.5 millones de años. Una posible tercera especie, la cual Kellner llamó Geosternbergia maysei en 2010, es conocida del Miembro Sharon Springs de la formación Pierre Shale en Kansas, Wyoming y Dakota del Sur, datando de entre 81.5 a 80.5 millones de años.
A principios de la década de 1990, Bennett notó que las dos especies mayores de pteranodontes presentes en la formación Niobrara estaban separadas precisamente en el tiempo con poca superposición, si la había. Debido a esto, y a su similitud general, él sugirió que probablemente representaban una cronoespecie dentro de un único linaje evolutivo que perduró unos 4 millones de años. En otras palabras, una sola especie de Pteranodon pudo haber estado presente en un momento dado, y P. sternbergi (o Geosternbergia) es con toda probabilidad el ancestro directo de P. longiceps.

## Paleobiología y paleoecología

### Rango y ambiente

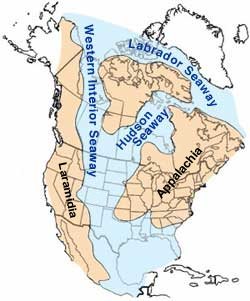
Mapa de Norteamérica durante mediados del período Cretácico, ilustrando el Paso Marítimo Occidental o Mar de Niobrara.

Los ejemplares asignados a Pteranodon han sido hallados tanto en los depósitos de Smoky Hill Chalk de la formación Niobrara, y en los levemente más recientes depósitos de la formación Pierre Shale. Cuando Pteranodon vivía, esta área estaba cubierta por un gran mar interior, conocido como el Mar de Niobrara. Famosas por los fósiles encontrados desde 1870, estas formaciones se extienden desde tan al sur como Kansas en Estados Unidos a Manitoba en Canadá. Sin embargo, los especímenes de Pteranodon (o de cualquier pterosaurio) solo se han hallado en la mitad sur de la formación, en Kansas, Wyoming y Dakota del Sur. A pesar del hecho de que numerosos fósiles se han hallado en partes contemporáneas de la formación en Canadá, no se han encontrado ejemplares de pterosaurios allí. Esto sugiere fuertemente que el rango geográfico natural de Pteranodon cubría solo la parte sur del mar de Niobrara, y que su hábitat no se extendía más al norte que Dakota del Sur.
Algunos fósiles muy fragmentarios que pertenecen a pterosaurios pteranodontes, y posiblemente al propio Pteranodon, también se han hallado en la costa del Golfo y en la Costa Este de Estados Unidos. Por ejemplo, algunos fragmentos óseos de la formación Mooreville de Alabama y la formación Merchantville de Delaware pueden pertenecer a Pteranodon, aunque son muy incompletos como para hacer una identificación definitiva. Algunos restos de Japón se han atribuido tentativamente a Pteranodon, pero su distancia del hábitat del mar de Niobrara hace que esa identificación sea improbable.

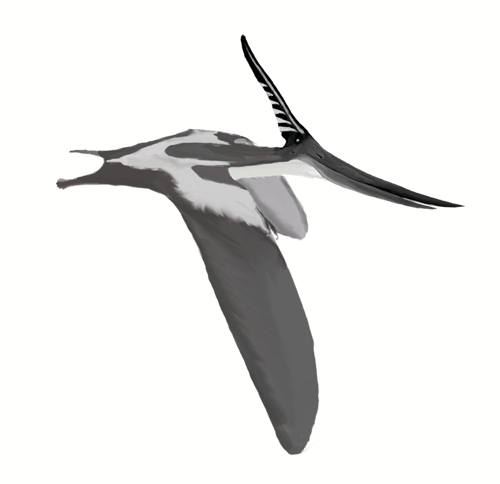
Reconstrucción en vida de un macho adulto de P. longiceps en vuelo.

Pteranodon longiceps pudo haber compartido el cielo con el pterosaurio crestado Nyctosaurus. Comparado con P. longiceps, la cual era una especie muy común, Nyctosaurus era raro, representando apenas el 3% de los fósiles de pterosaurio de la formación. Aún menos común era la primitiva ave dentada Ichthyornis.
Es probable que, como otros animales polígamos (en los cuales los machos compiten por hacerse con harenes de hembras), Pteranodon viviera principalmente en costa rocosas, donde podían anidar lejos de los depredadores terrestres y alimentarse lejos desde la costa; muchos fósiles de Pteranodon se han hallado en lugares que en esa época, estaban a cientos de kilómetros de la línea costera.
Bajo la superficie, el mar estaba poblado principalmente por invertebrados como los ammonites y los calamares. Los vertebrados, aparte de peces primitivos, incluían a tortugas marinas como Toxochelys, el plesiosaurio Styxosaurus y el ave buceadora no voladora Parahesperornis. Los mosasaurios eran los reptiles marinos más comunes, con géneros como Clidastes y Tylosaurus. Se sabe que al menos alguno de estos reptiles marinos se alimentaba de Pteranodon. Barnum Brown, en 1904, reportó que el contenido del área del estómago de un plesiosaurio contenía huesos de un "pterodáctilo", muy probablemente de Pteranodon.
Fósiles de dinosaurios también se han hallado en la Caliza de Niobrara, lo que sugiere que los animales que morían en la costa debían ser arrastrados hacia el mar (un espécimen de un hadrosaurio parece haber sido devorado por un tiburón).

### Vuelo

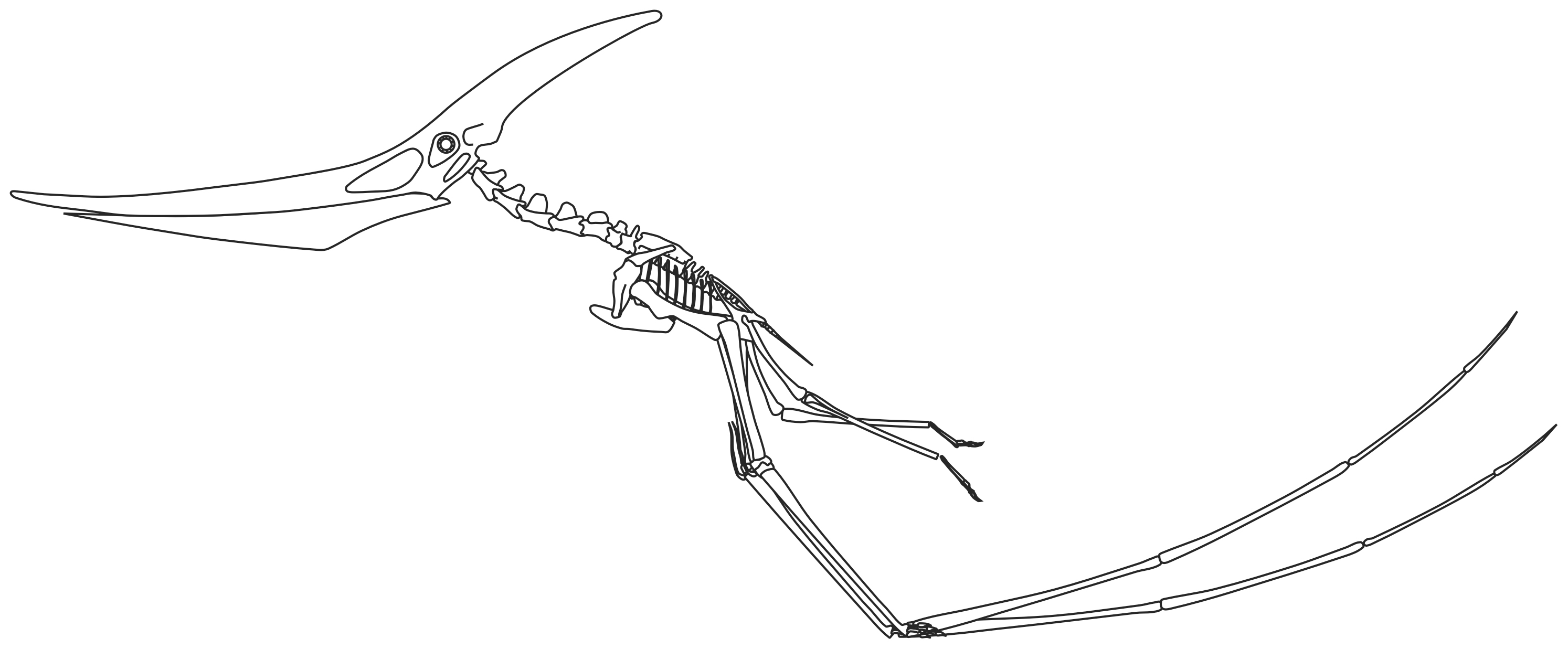
Reconstrucción del esqueleto de un macho de Pteranodon longiceps despegando de forma cuadrúpeda.

La forma del ala de Pteranodon sugiere puede haber volado de forma similar a un albatros actual. Esto se basa en el hecho de que Pteranodon tenía una alta relación de aspecto (la envergadura en relación con la longitud de la cuerda) similar a la del albatros — 9:1 para Pteranodon, comparada a 8:1 para un albatros. Los albatros pasan largos períodos de tiempo en el mar pescando, y usando un patrón de vuelo llamado "planeo dinámico" el cual explota el declive de la velocidad del viento cerca de la superficie del océano para viajar largas distancias sin aletear, y sin la ayuda de corrientes termales (las cuales no ocurren sobre el océano de la misma forma que sobre tierra firme). Aunque mucho del vuelo de un Pteranodon pudo haber dependido del planeo, como las aves marinas de largas alas, probablemente requería de un ocasional estallido activo de aleteo rápido, y estudios de la carga alar de Pteranodon (la fuerza de las alas vs. el peso del cuerpo) indican que era capaz de un considerable vuelo activo, contrario a algunas ideas iniciales de que las alas eran tan grandes que solo podían planear.
Como otros pterosaurios, Pteranodon probablemente despegaba desde una posición cuadrúpeda. Usando sus grandes miembros para apalancarse, se habría impulsado a sí mismo en el aire en un salto rápido. Casi toda la energía se habría generado por las mismas alas. El movimiento hacia arriba de las alas se habría producido cuando el animal hubo preparado el terreno seguido por un rápido descenso para generar la elevación adicional y completar el lanzamiento en el aire.

### Dieta

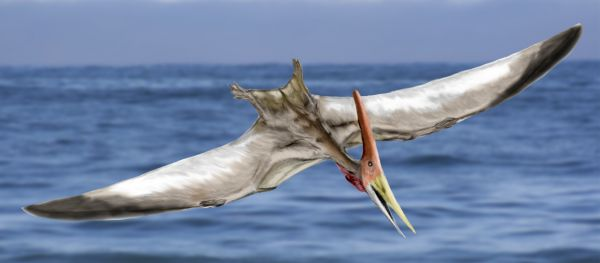
Recreación de Pteranodon en las costas cretácicas.

Se sabe que la dieta de Pteranodon incluía peces; huesos de peces fosilizados se han hallado en el área del estómago de un Pteranodon, y un bolo alimenticio fosilizado de peces se halló entre las mandíbulas de otro Pteranodon, el espécimen AMNH 5098. Varios otros ejemplares también preservan fragmentos de vértebras y escamas de pez cerca del torso, lo que indica que los peces constituían la mayoría de la dieta del Pteranodon (aunque también debió de haber capturado invertebrados).
Tradicionalmente, muchos investigadores han sugerido que Pteranodon pudo haber capturado peces sumergiendo sus picos en el agua en un lento planeo. Sin embargo, esta idea se basa en la suposición de que el animal no podía despegar desde la superficie del agua. Es más probable que Pteranodon pudiera despegar del agua, pudiendo haberse sumergido para pescar mientras nadaba más que mientras volaba. Incluso una pequeña hembra de Pteranodon pudo haber alcanzado una profundidad de al menos 80 cm. con su largo pico y cuello mientras flotaba en la superficie, y puede haber llegado a profundidades aún mayores zambulléndose al agua desde el aire como algunas aves marinas modernas. En 1994, Bennett notó que la cabeza, cuello y hombros de Pteranodon estaban tan fuertemente constituidos como las aves buceadoras, y sugirió que este animal podría sumergirse plegando sus alas hacia atrás como el moderno alcatraz.

### Función de la cresta

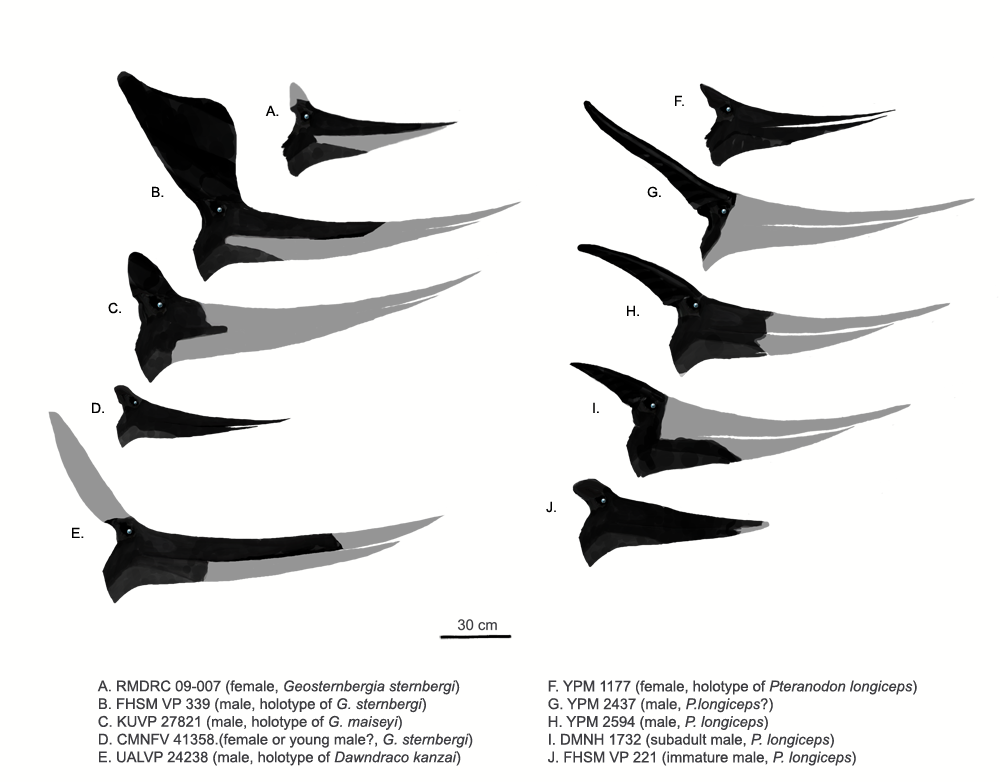
Variación en la anatomía craneal de los pteranodóntidos (dibujos a escala, parte no preservadas mostradas en gris).

Pteranodon era notable por su cresta craneal, aunque la función de esa cresta ha sido objeto de debate. Muchas explicaciones se han centrado en la cresta en forma de cuerno apuntando hacia atrás del macho de P. longiceps, sin embargo, esto ignora el amplio rango de variación tanto en género y edad. El hecho de que las crestas variaran tanto excluye muchas de las funciones prácticas que podría tener excepto para exhibiciones para apareamiento. Por lo tanto, las exhibiciones eran probablemente la función principal de la cresta, y cualquier otra función era secundaria.
Las interpretaciones científicas de la cresta comenzaron en 1910, cuando George Francis Eaton propuso dos posibilidades: como contrapeso aerodinámico y un punto de sujeción muscular. Él sugirió que la cresta pudo haber acoplado grandes y alargados músculos mandibulares, pero admitió que esta sola función no podía explicar el gran tamaño de algunas crestas. Bennett (1992) estuvo de acuerdo con la apreciación de Eaton de que la cresta era demasiado grande y variable como para haber sido un sitio de unión muscular. Eaton había sugerido que una función secundaria de la cresta pudo haber sido servir de contrapeso del enorme pico, reduciendo la necesidad de pesados músculos del cuello para controlar la orientación de la cabeza. Pruebas en túneles de viento mostraron que la cresta funcionaba como un contrapeso efectivo hasta cierto punto, pero Bennett notó que, de nuevo, la hipótesis solo se enfocaba en las largas crestas del macho de P. longiceps, no en las crestas mayores de P. sternbergi y en las muy pequeñas crestas que existían entre las hembras. Bennett descubrió que las crestas de las hembras no tenían ningún efecto de contrapeso, y que las crestas del macho de P. sternbergi podrían, por sí mismas, tener un efecto negativo en el balance de la cabeza. De hecho, el movimiento de lado a lado de las crestas pudo haber requerido más, no menos, musculatura en el cuello para controlar el balance.

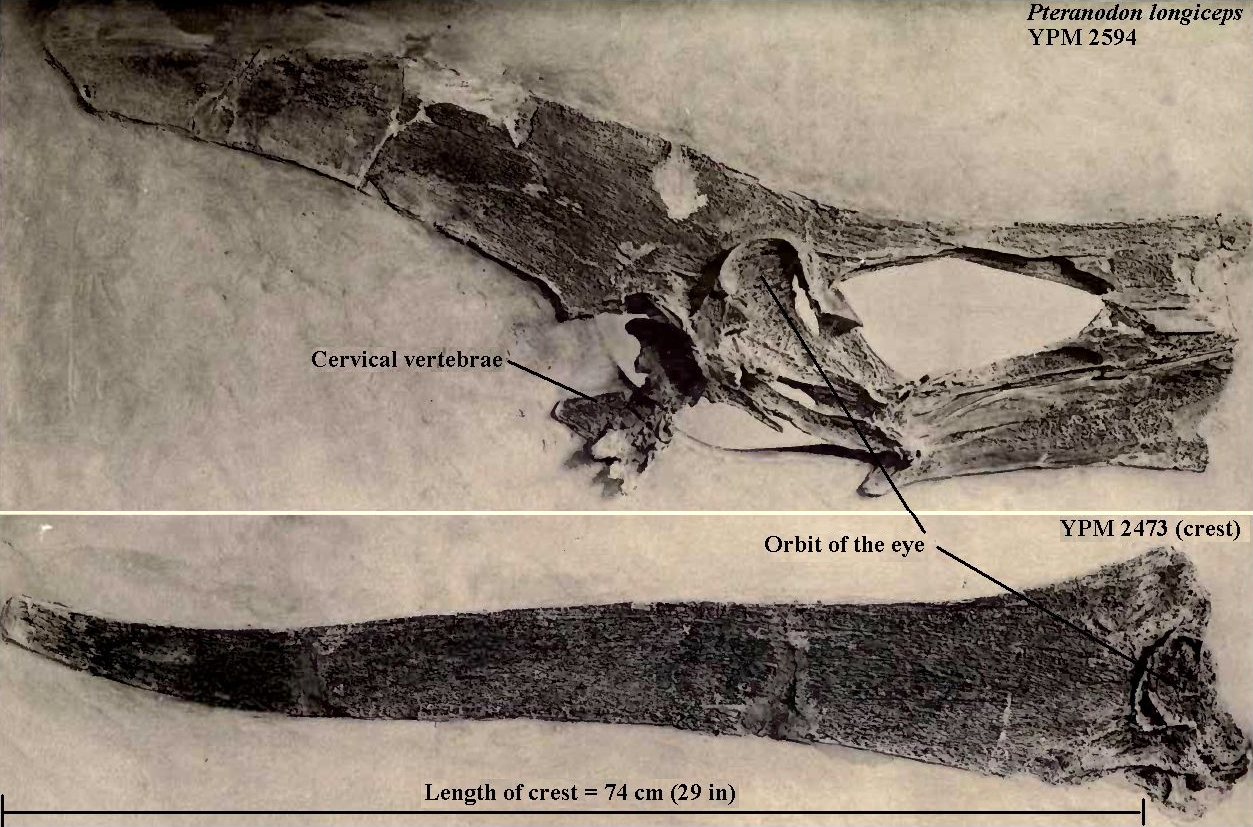
Especímenes YPM 2594 y 2493 de Pteranodon longiceps.

En 1943, Dominik von Kripp sugirió que la cresta pudo haber servido como un timón, una idea aceptada por varios investigadores posteriores. Un investigador, Ross S. Stein, incluso sugirió que la cresta pudo haber apoyado una membrana de piel que conectaba la punta de la cresta con el cuello y la espalda, incrementando el área de superficie y su efectividad como timón. La hipótesis del timón, de nuevo, no tomaba en cuenta a las hembras ni a P. sternbergi, los cuales tenían crestas ascendentes, no dirigidas hacia atrás. Bennett también encontró que en su función como timón, la cresta no podría dar mucha fuera de dirección como lo haría simplemente maniobrando las alas. La sugerencia de que la cresta era una especie de freno, y que el animal podría voltear su cabeza a un lado para reducir la velocidad, sufre de un problema similar. Adicionalmente, las hipótesis del timón y el freno aéreo no explican porqué había tanta variación en el tamaño de las crestas incluso entre los adultos.
Alexander Kellner sugirió que la gran cresta del pterosaurio Tapejara, así como la de otros tipos como Pteranodon pueden haberse usado para regular su temperatura, permitiendo a estos pterosaurios absorber o perder calor y controlar la temperatura del cuerpo, lo que también podría explicar la correlación entre el tamaño de las crestas y el del cuerpo. No hay evidencia de que en las crestas hubiera una cantidad adicional de vasos sanguíneos para ese propósito, y aun así las grandes alas membranosas llenas de vasos sanguíneos pudieron haber servido a ese objetivo de manera mucho más efectiva.
Con estas hipótesis descartadas, la idea mejor respaldada para la función de la cresta parece ser el de despliegue sexual. Esto es consistente con la variación en tamaño vista en los especímenes fósiles, siendo las hembras y jóvenes de cresta pequeña mientras que los machos poseían grandes y elaboradas crestas variables.

### Variación sexual

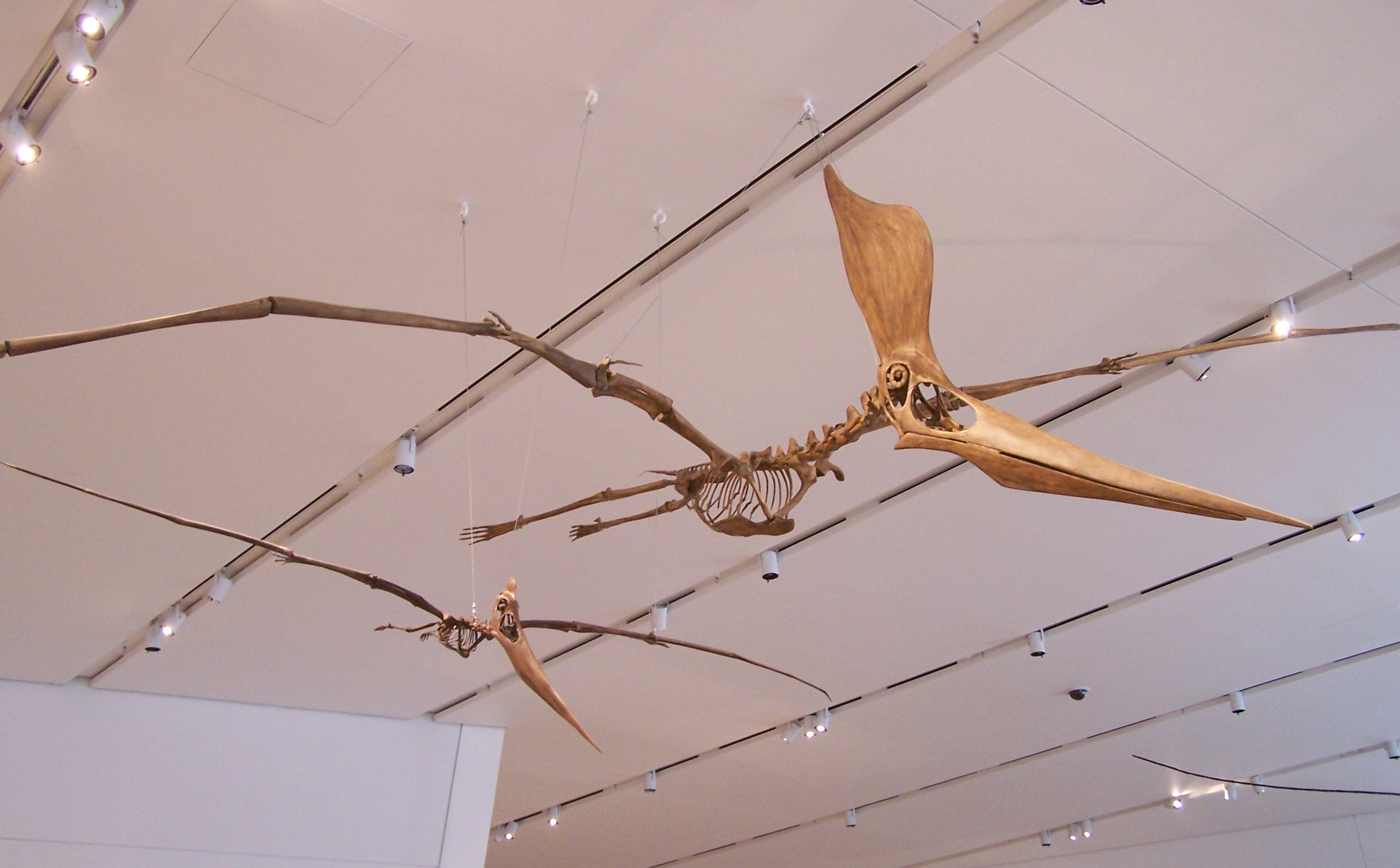
Réplicas de esqueletos de una hembra y un macho de P. sternbergi en el Museo Real Ontario.

Los ejemplares adultos de Pteranodon pueden ser divididos en dos grupos según su tamaño, grandes y pequeños, siendo el grupo "grande" una vez y media mayor que el "pequeño", y los menores siendo el doble de comunes que los grandes. Ambos grupos de tamaño vivieron uno al lado del otro, y aunque algunos investigadores habían sugerido anteriormente que representaban especies diferentes, Christopher Bennett mostró que las diferencias entre estos son más consistentes con la idea de que representan machos y hembras, y que las especies de Pteranodon eran sexualmente dimórficas. Los cráneos del grupo grande poseen grandes crestas que apuntaban hacia arriba y hacia atrás, mientras que las crestas de la clase de menor tamaño son más pequeñas y triangulares. Algunos cráneos más grandes también muestran evidencia de una segunda cresta que se extiende larga y baja, hacia la punta del pico, que no se observa en los especímenes más pequeños.
El género de los distintos grupos por tamaño no fue determinado con base a los cráneos, sino por los huesos pélvicos. Contrario a lo que se podría esperar, el grupo de menor tamaño tenía caderas desproporcionadamente grandes y anchas. Bennett interpretó esto como un indicador de que tenían un amplio oviducto, a través del cual pasaban los huevos. Él concluyó que el grupo de menor tamaño con crestas triangulares pequeñas eran las hembras, mientras que el grupo mayor de grandes crestas eran los machos.
Téngase en cuenta que el tamaño total y el tamaño de la cresta también corresponde a la edad. Ejemplares inmaduros son conocidos de las hembras y los machos y los machos inmaduros a menudo tienen pequeñas crestas similares a las hembras adultas. Por lo tanto, parece que las crestas de las grandes solo se desarrollaban en los machos cuando llegaron a su gran tamaño adulto, por lo que el género de los ejemplares inmaduros difícil de establecer a partir de restos parciales.
El hecho de que las hembras parecen superar en número a los machos por uno a dos sugiere que, como en animales modernos que tienen la misma proporción de tamaño relacionado al dimorfismo, como los leones marinos y otros pinípedos, Pteranodon puede haber sido polígamo, con unos pocos machos compitiendo por asociarse con grupos consistentes en un gran número de hembras. Igual que en los pinípedos modernos, Pteranodon puede haber competido para establecer colonias en territorios rocosos, costa afuera, con los machos más grandes y de mayor cresta logrando ganar la mayor parte del territorio y con más éxito en el apareamiento con las hembras. Las crestas de los machos de Pteranodon pudieron no haberse usado directamente en las competencias, sino que eran más bien "símbolos visuales de rango", con rituales de exhibición tomando el lugar de las competencias físicas con otros machos. Si esta hipótesis es correcta, es también probable que los Pteranodon machos participaran poco o nada de la crianza de los jóvenes; dicho comportamiento no se encuentra en los machos de animales polígamos modernos que engendran muchas crías en un mismo período.

### Locomoción

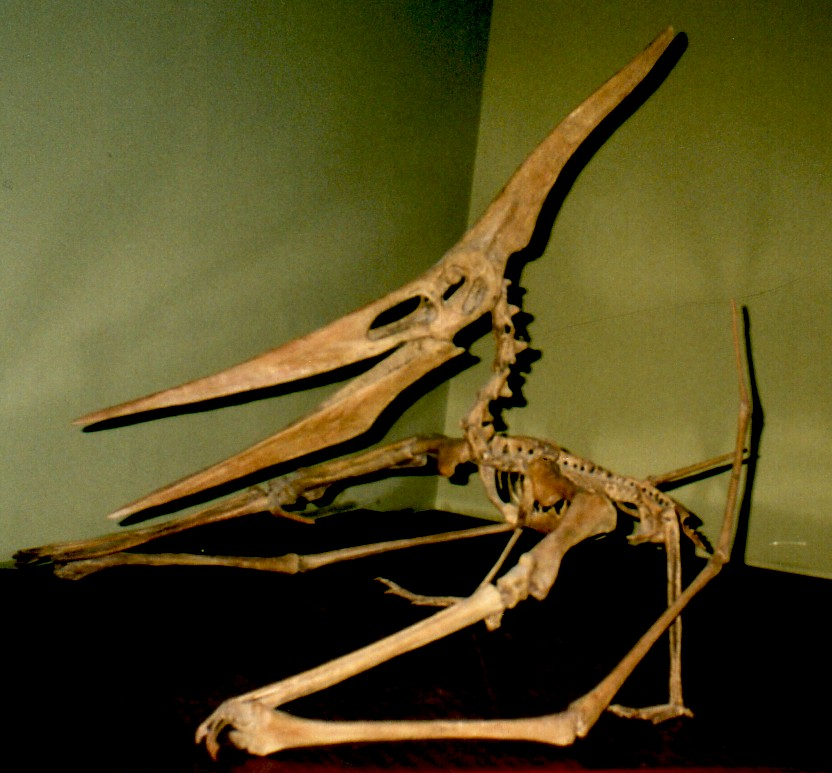
Réplica de un esqueleto de P. longiceps en una postura cuadrúpeda.

Históricamente, la forma de locomoción terrestre de Pteranodon, ha sido sujeto de debate, especialmente en cuanto a sí era un bípedo o un cuadrúpedo. Hoy, muchos investigadores de pterosaurios están de acuerdo en que estos reptiles eran cuadrúpedos, gracias mayormente al descubrimiento de varias icnitas de pterosaurio.
La posibilidad de locomoción acuática nadando ha sido brevemente discutida en varios artículos (Bennett 2001, 1994, y Bramwell & Whitfield 1974), y se ha estudiado en detalle en la Universidad Estatal de Míchigan a través del uso de morfometría y el soporte filogenético (del término en inglés “extant phylogenetic bracket”, una técnica morfológica comparativa inventada por Larry Witmer).

## Descubrimiento e historia
Pteranodon fue el primer pterosaurio hallado fuera de Europa. Sus fósiles fueron hallados originalmente por Othniel Charles Marsh en 1870, en los depósitos de fines del Cretácico de Smoky Hill Chalk del occidente de Kansas. Estos lechos de caliza fueron depositados en el fondo de lo que fue una vez el Mar interior occidental, un gran mar somero situado en lo que ahora es la sección media de Norteamérica. Estos primeros especímenes, YPM 1160 y YPM 1161, consistían de huesos de ala parciales, así como un diente del pez prehistórico Xiphactinus, el cual Marsh erróneamente creyó que pertenecían al nuevo pterosaurio (todos los pterosaurios conocidos hasta ese entonces tenían dientes). En 1871, Marsh llamó al hallazgo Pterodactlyus Oweni, asignándolo al bien conocido (pero mucho menor) género europeo Pterodactylus. Marsh también recolectó más huesos alares del gran pterosaurio en 1871. Dándose cuenta de que el nombre Pterodactylus oweni ya se había usado en 1864 para un ejemplar del Pterodactylus europeo, Marsh renombró a su pterosaurio norteamericano Pterodactylus occidentalis, que significa "dedo alado occidental" en su descripción de 1872 del nuevo espécimen. Él también nombró dos especies adicionales, basadas en diferencias de tamaño: Pterodactylus ingens (el mayor de los especímenes), y Pterodactlyus velox (el menor).

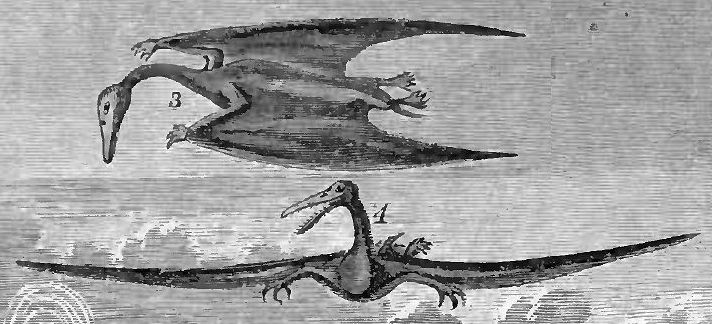
Ilustración antigua de Ornithochirus umbrosus (ahora Pteranodon), de 1872, cuando se atribuyeron erróneamente dientes a la especie y se desconocía la cresta.

Mientras tanto, el rival de Marsh Edward Drinker Cope también había desenterrado varios especímenes del gran pterosaurio norteamericano. Basado en estos especímenes, Cope nombró dos nuevas especies, Ornithochirus umbrosus y Ornithochirus harpyia, en un intento de asignarlos al género europeo Ornithocheirus. Sin embargo, al escribir mal el nombre (olvidando la 'e'), accidentalmente creó un género totalmente nuevo. El artículo de Cope nombrando a sus especies de "Ornithochirus" fue publicado en 1872, solo cinco días después del artículo de Marsh. Esto resultó en una disputa, que se dio en la literatura publicada, sobre cuál de los nombres tenía la prioridad cuando obviamente se trataba de la misma especie. Cope concedió en 1875 que los nombres de Marsh tenían prioridad sobre los suyos, pero mantuvo que Pterodactylus umbrosus era una especie distinta (no así el género) de cualquiera de las especies nombradas hasta entonces por Marsh previamente. La revaluación por científicos posteriores del caso ha apoyado la posición de Marsh, por lo que la afirmación de Cope de que P. umbrosus era una especie mayor y distinta es incorrecta.
Mientras que los huesos alares de Pteranodon fueron recogidos por Marsh y Cope a principios de la década de 1870, el primer cráneo de Pteranodon fue hallado el 2 de mayo de 1876, junto al río Smoky Hill en el Condado de Wallace (ahora Condado de Logan), Kansas, EE. UU. por Samuel Wendell Williston, un coleccionista de fósiles que trabajaba para Marsh. Un segundo cráneo más pequeño pronto fue descubierto. Estos cráneos mostraron que los pterosaurios norteamericanos eran distintos de las especies europeas conocidas, ya que carecían de dientes. Marsh reconoció esta notoria diferencia, describiendo los especímenes como "distintos de todos los géneros previamente conocidos del orden Pterosauria por la completa ausencia de dientes." Marsh reconoció también que esta característica garantizaba nombrar un nuevo género, y él acuñó el nombre Pteranodon ("ala sin dientes") en 1876. Marsh también reclasificó todos las especies norteamericanas ya nombradas de Pterodactylus al nuevo género Pteranodon, con el cráneo grande, YPM 1117, referido a la nueva especie Pteranodon longiceps. Él también nombró una especie adicional, Pteranodon gracilis, basándose en un hueso alar que había confundido con un hueso pélvico. Él pronto se dio cuenta del error, y reclasificó ese espécimen en un género separado al que denominó Nyctosaurus.
Algunos de los estudios más influyentes sobre Pteranodon durante el siglo XX fueron publicados por George Francis Eaton, quien condujo el reanálisis de los especímenes conocidos y publicó algunas de las primeras fotografías de calidad e ilustraciones de los mejores especímenes. A principios de la década de 1990, S. Christopher Bennett también publicó varios artículos importantes revisando la anatomía, taxonomía y ciclo vital de Pteranodon.

## Clasificación

### Especies válidas

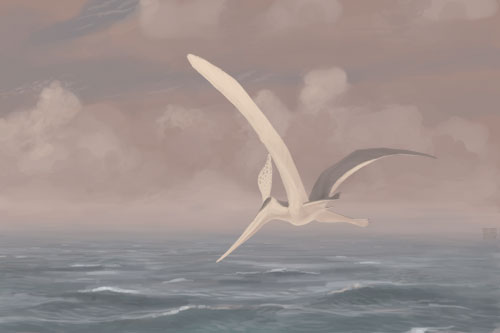
Reconstrucción artística de P. sternbergi, clasificado alternativamente como Geosternbergia sternbergi.

Muchos investigadores consideran que hay al menos dos especies de Pteranodon. Sin embargo, aparte de las diferencias entre machos y hembras ya descritas, los esqueletos postcraneales de Pteranodon muestran poca variación entre especies o especímenes, de modo que los cuerpos y alas de todos los pteranodontes eran esencialmente idénticos.
Dos especies de Pteranodon son tradicionalmente reconocidas como válidas: Pteranodon longiceps, la especie tipo, y Pteranodon sternbergi. Estas especies difieren solo en la forma de la cresta de los machos adultos (como se describía anteriormente), y posiblemente en el ángulo de ciertos huesos del cráneo. Debido a que los cráneos fósiles de Pteranodon bien preservado son extremadamente raros, los investigadores usan la estratigrafía (es decir, en que capa de roca de una formación geológica se halla un fósil) para determinar la identidad de una especie en muchos casos.
Pteranodon sternbergi es la única especie conocida de Pteranodon con una cresta vertical. La mandíbula inferior de P. sternbergi medía 1.25 metros de largo. Fue recogida por George F. Sternberg en 1952 y descrita por John Christian Harksen en 1966, de la parte inferior de la formación Niobrara. Es más antigua que P. longiceps y es considerado por Bennett como el ancestro directo de la especie posterior P. longiceps.
Debido a que los fósiles identificables como P. sternbergi son hallados exclusivamente en las capas inferiores de la formación Niobrara, y los fósiles de P. longiceps exclusivamente en las capas superiores, un fósil que carezca de cabeza puede ser identificado basándose en su posición en la columna geológica (sin embargo, no se registró información precisa acerca de la localización de los hallazgos fósiles iniciales, lo que hace a muchos fósiles no identificables).

### Clasificaciones alternativas
Debido a las sutiles variaciones entre los pteranodóntidos de la formación Niobrara, muchos investigadores los han asignado a todos al único género Pteranodon, en al menos dos especies (P. longiceps y P. sternbergi) distinguidas mayormente por la forma de sus crestas. Sin embargo, la clasificación de estas dos formas ha variado de investigador a investigador. En 1972, Halsey Wilkinson Miller publicó un artículo argumentando que las varias formas de Pteranodon eran lo suficientemente distintas para situarlas en subgéneros distintos. Él los nombró Pteranodon (Occidentalia) occidentalis (para la especie ahora en desuso P. occidentalis) y Pteranodon (Sternbergia) sternbergi. Sin embargo, el nombre Sternbergia ya había sido usado, y en 1978 Miller renombró a la especie Pteranodon (Geosternbergia) sternbergi, y nombró una tercera combinación de subgénero y especie para P. longiceps, Pteranodon (Longicepia) longiceps. Muchos prominentes investigadores de pterosaurios de finales del siglo XX, incluyendo a S. Christopher Bennett y Peter Wellnhofer, sin embargo no aceptaron estos nombres subgenéricos, y continuaron situando todas las especies de pteranodontes en el género Pteranodon.
En 2010, el investigador de pterosaurios Alexander Kellner revisó la clasificación de H.W. Miller. Kellner siguió la opinión de Miller respecto de que las diferencias entre las especies de Pteranodon eran lo bastante grandes como para situarlas en géneros diferentes. Él así colocó a P. sternbergi en el género nombrado por Miller, Geosternbergia, junto con el espécimen craneal de Pierre Shale el cual Bennett había previamente considerado como un gran macho de P. longiceps. Kellner afirmó que la cresta del espécimen, aunque conservada incompletamente, era más parecida a la de Geosternbergia. Dado que el espécimen era millones de años más joven que cualquier Geosternbergia conocido, él lo asignó a la nueva especie Geosternbergia maysei. Numerosos especímenes de pteranodontes son conocidos de la misma formación y período temporal, y Kellner sugirió que podían pertenecer a la misma especie que G. maysei, pero ya que carecen de cráneos, él no pudo identificarlos con seguridad.
A continuación se muestra un cladograma con la situación filogenética de este género dentro de Pteranodontia según Andres y Myers (2013).
|  | Muzquizopteryx coahuilensis |
|  |                             |
|  | "Nyctosaurus" lamegoi       |
|  |                             |
|  | Nyctosaurus gracilis        |
|  |                             |

|  | Pteranodon longiceps  |
|  |                       |
|  | Pteranodon sternbergi |
|  |                       |

|  | Liaoxipterus brachyognathus                                                       |
|  |                                                                                   |
|  | \| \| Istiodactylus latidens \| \| \| \| \| \| Istiodactylus sinensis \| \| \| \| |
|  |                                                                                   |
|  | Istiodactylus latidens                                                            |
|  |                                                                                   |
|  | Istiodactylus sinensis                                                            |
|  |                                                                                   |

|  | Istiodactylus latidens |
|  |                        |
|  | Istiodactylus sinensis |
|  |                        |

|  | Liaoxipterus brachyognathus                                                       |
|  |                                                                                   |
|  | \| \| Istiodactylus latidens \| \| \| \| \| \| Istiodactylus sinensis \| \| \| \| |
|  |                                                                                   |
|  | Istiodactylus latidens                                                            |
|  |                                                                                   |
|  | Istiodactylus sinensis                                                            |
|  |                                                                                   |

|  | Istiodactylus latidens |
|  |                        |
|  | Istiodactylus sinensis |
|  |                        |

|  | Liaoxipterus brachyognathus                                                       |
|  |                                                                                   |
|  | \| \| Istiodactylus latidens \| \| \| \| \| \| Istiodactylus sinensis \| \| \| \| |
|  |                                                                                   |
|  | Istiodactylus latidens                                                            |
|  |                                                                                   |
|  | Istiodactylus sinensis                                                            |
|  |                                                                                   |

|  | Istiodactylus latidens |
|  |                        |
|  | Istiodactylus sinensis |
|  |                        |

|  | Liaoxipterus brachyognathus                                                       |
|  |                                                                                   |
|  | \| \| Istiodactylus latidens \| \| \| \| \| \| Istiodactylus sinensis \| \| \| \| |
|  |                                                                                   |
|  | Istiodactylus latidens                                                            |
|  |                                                                                   |
|  | Istiodactylus sinensis                                                            |
|  |                                                                                   |

|  | Istiodactylus latidens |
|  |                        |
|  | Istiodactylus sinensis |
|  |                        |

|  | Brasileodactylus araripensis                                             |
|  |                                                                          |
|  | \| \| Ludodactylus sibbicki \| \| \| \| \| \| Ornithocheirae \| \| \| \| |
|  |                                                                          |
|  | Ludodactylus sibbicki                                                    |
|  |                                                                          |
|  | Ornithocheirae                                                           |
|  |                                                                          |

|  | Ludodactylus sibbicki |
|  |                       |
|  | Ornithocheirae        |
|  |                       |

|  | Brasileodactylus araripensis                                             |
|  |                                                                          |
|  | \| \| Ludodactylus sibbicki \| \| \| \| \| \| Ornithocheirae \| \| \| \| |
|  |                                                                          |
|  | Ludodactylus sibbicki                                                    |
|  |                                                                          |
|  | Ornithocheirae                                                           |
|  |                                                                          |

|  | Ludodactylus sibbicki |
|  |                       |
|  | Ornithocheirae        |
|  |                       |

|  | Brasileodactylus araripensis                                             |
|  |                                                                          |
|  | \| \| Ludodactylus sibbicki \| \| \| \| \| \| Ornithocheirae \| \| \| \| |
|  |                                                                          |
|  | Ludodactylus sibbicki                                                    |
|  |                                                                          |
|  | Ornithocheirae                                                           |
|  |                                                                          |

|  | Ludodactylus sibbicki |
|  |                       |
|  | Ornithocheirae        |
|  |                       |

|  | Brasileodactylus araripensis                                             |
|  |                                                                          |
|  | \| \| Ludodactylus sibbicki \| \| \| \| \| \| Ornithocheirae \| \| \| \| |
|  |                                                                          |
|  | Ludodactylus sibbicki                                                    |
|  |                                                                          |
|  | Ornithocheirae                                                           |
|  |                                                                          |

|  | Ludodactylus sibbicki |
|  |                       |
|  | Ornithocheirae        |
|  |                       |

|  | Brasileodactylus araripensis                                             |
|  |                                                                          |
|  | \| \| Ludodactylus sibbicki \| \| \| \| \| \| Ornithocheirae \| \| \| \| |
|  |                                                                          |
|  | Ludodactylus sibbicki                                                    |
|  |                                                                          |
|  | Ornithocheirae                                                           |
|  |                                                                          |

|  | Ludodactylus sibbicki |
|  |                       |
|  | Ornithocheirae        |
|  |                       |

|  | Brasileodactylus araripensis                                             |
|  |                                                                          |
|  | \| \| Ludodactylus sibbicki \| \| \| \| \| \| Ornithocheirae \| \| \| \| |
|  |                                                                          |
|  | Ludodactylus sibbicki                                                    |
|  |                                                                          |
|  | Ornithocheirae                                                           |
|  |                                                                          |

|  | Ludodactylus sibbicki |
|  |                       |
|  | Ornithocheirae        |
|  |                       |

|  | Brasileodactylus araripensis                                             |
|  |                                                                          |
|  | \| \| Ludodactylus sibbicki \| \| \| \| \| \| Ornithocheirae \| \| \| \| |
|  |                                                                          |
|  | Ludodactylus sibbicki                                                    |
|  |                                                                          |
|  | Ornithocheirae                                                           |
|  |                                                                          |

|  | Ludodactylus sibbicki |
|  |                       |
|  | Ornithocheirae        |
|  |                       |

|  | Brasileodactylus araripensis                                             |
|  |                                                                          |
|  | \| \| Ludodactylus sibbicki \| \| \| \| \| \| Ornithocheirae \| \| \| \| |
|  |                                                                          |
|  | Ludodactylus sibbicki                                                    |
|  |                                                                          |
|  | Ornithocheirae                                                           |
|  |                                                                          |

|  | Ludodactylus sibbicki |
|  |                       |
|  | Ornithocheirae        |
|  |                       |

|  | Liaoxipterus brachyognathus                                                       |
|  |                                                                                   |
|  | \| \| Istiodactylus latidens \| \| \| \| \| \| Istiodactylus sinensis \| \| \| \| |
|  |                                                                                   |
|  | Istiodactylus latidens                                                            |
|  |                                                                                   |
|  | Istiodactylus sinensis                                                            |
|  |                                                                                   |

|  | Istiodactylus latidens |
|  |                        |
|  | Istiodactylus sinensis |
|  |                        |

|  | Liaoxipterus brachyognathus                                                       |
|  |                                                                                   |
|  | \| \| Istiodactylus latidens \| \| \| \| \| \| Istiodactylus sinensis \| \| \| \| |
|  |                                                                                   |
|  | Istiodactylus latidens                                                            |
|  |                                                                                   |
|  | Istiodactylus sinensis                                                            |
|  |                                                                                   |

|  | Istiodactylus latidens |
|  |                        |
|  | Istiodactylus sinensis |
|  |                        |

|  | Liaoxipterus brachyognathus                                                       |
|  |                                                                                   |
|  | \| \| Istiodactylus latidens \| \| \| \| \| \| Istiodactylus sinensis \| \| \| \| |
|  |                                                                                   |
|  | Istiodactylus latidens                                                            |
|  |                                                                                   |
|  | Istiodactylus sinensis                                                            |
|  |                                                                                   |

|  | Istiodactylus latidens |
|  |                        |
|  | Istiodactylus sinensis |
|  |                        |

|  | Liaoxipterus brachyognathus                                                       |
|  |                                                                                   |
|  | \| \| Istiodactylus latidens \| \| \| \| \| \| Istiodactylus sinensis \| \| \| \| |
|  |                                                                                   |
|  | Istiodactylus latidens                                                            |
|  |                                                                                   |
|  | Istiodactylus sinensis                                                            |
|  |                                                                                   |

|  | Istiodactylus latidens |
|  |                        |
|  | Istiodactylus sinensis |
|  |                        |

|  | Brasileodactylus araripensis                                             |
|  |                                                                          |
|  | \| \| Ludodactylus sibbicki \| \| \| \| \| \| Ornithocheirae \| \| \| \| |
|  |                                                                          |
|  | Ludodactylus sibbicki                                                    |
|  |                                                                          |
|  | Ornithocheirae                                                           |
|  |                                                                          |

|  | Ludodactylus sibbicki |
|  |                       |
|  | Ornithocheirae        |
|  |                       |

|  | Brasileodactylus araripensis                                             |
|  |                                                                          |
|  | \| \| Ludodactylus sibbicki \| \| \| \| \| \| Ornithocheirae \| \| \| \| |
|  |                                                                          |
|  | Ludodactylus sibbicki                                                    |
|  |                                                                          |
|  | Ornithocheirae                                                           |
|  |                                                                          |

|  | Ludodactylus sibbicki |
|  |                       |
|  | Ornithocheirae        |
|  |                       |

|  | Brasileodactylus araripensis                                             |
|  |                                                                          |
|  | \| \| Ludodactylus sibbicki \| \| \| \| \| \| Ornithocheirae \| \| \| \| |
|  |                                                                          |
|  | Ludodactylus sibbicki                                                    |
|  |                                                                          |
|  | Ornithocheirae                                                           |
|  |                                                                          |

|  | Ludodactylus sibbicki |
|  |                       |
|  | Ornithocheirae        |
|  |                       |

|  | Brasileodactylus araripensis                                             |
|  |                                                                          |
|  | \| \| Ludodactylus sibbicki \| \| \| \| \| \| Ornithocheirae \| \| \| \| |
|  |                                                                          |
|  | Ludodactylus sibbicki                                                    |
|  |                                                                          |
|  | Ornithocheirae                                                           |
|  |                                                                          |

|  | Ludodactylus sibbicki |
|  |                       |
|  | Ornithocheirae        |
|  |                       |

|  | Brasileodactylus araripensis                                             |
|  |                                                                          |
|  | \| \| Ludodactylus sibbicki \| \| \| \| \| \| Ornithocheirae \| \| \| \| |
|  |                                                                          |
|  | Ludodactylus sibbicki                                                    |
|  |                                                                          |
|  | Ornithocheirae                                                           |
|  |                                                                          |

|  | Ludodactylus sibbicki |
|  |                       |
|  | Ornithocheirae        |
|  |                       |

|  | Brasileodactylus araripensis                                             |
|  |                                                                          |
|  | \| \| Ludodactylus sibbicki \| \| \| \| \| \| Ornithocheirae \| \| \| \| |
|  |                                                                          |
|  | Ludodactylus sibbicki                                                    |
|  |                                                                          |
|  | Ornithocheirae                                                           |
|  |                                                                          |

|  | Ludodactylus sibbicki |
|  |                       |
|  | Ornithocheirae        |
|  |                       |

|  | Brasileodactylus araripensis                                             |
|  |                                                                          |
|  | \| \| Ludodactylus sibbicki \| \| \| \| \| \| Ornithocheirae \| \| \| \| |
|  |                                                                          |
|  | Ludodactylus sibbicki                                                    |
|  |                                                                          |
|  | Ornithocheirae                                                           |
|  |                                                                          |

|  | Ludodactylus sibbicki |
|  |                       |
|  | Ornithocheirae        |
|  |                       |

|  | Brasileodactylus araripensis                                             |
|  |                                                                          |
|  | \| \| Ludodactylus sibbicki \| \| \| \| \| \| Ornithocheirae \| \| \| \| |
|  |                                                                          |
|  | Ludodactylus sibbicki                                                    |
|  |                                                                          |
|  | Ornithocheirae                                                           |
|  |                                                                          |

|  | Ludodactylus sibbicki |
|  |                       |
|  | Ornithocheirae        |
|  |                       |

|  | Pteranodon longiceps  |
|  |                       |
|  | Pteranodon sternbergi |
|  |                       |

|  | Liaoxipterus brachyognathus                                                       |
|  |                                                                                   |
|  | \| \| Istiodactylus latidens \| \| \| \| \| \| Istiodactylus sinensis \| \| \| \| |
|  |                                                                                   |
|  | Istiodactylus latidens                                                            |
|  |                                                                                   |
|  | Istiodactylus sinensis                                                            |
|  |                                                                                   |

|  | Istiodactylus latidens |
|  |                        |
|  | Istiodactylus sinensis |
|  |                        |

|  | Liaoxipterus brachyognathus                                                       |
|  |                                                                                   |
|  | \| \| Istiodactylus latidens \| \| \| \| \| \| Istiodactylus sinensis \| \| \| \| |
|  |                                                                                   |
|  | Istiodactylus latidens                                                            |
|  |                                                                                   |
|  | Istiodactylus sinensis                                                            |
|  |                                                                                   |

|  | Istiodactylus latidens |
|  |                        |
|  | Istiodactylus sinensis |
|  |                        |

|  | Liaoxipterus brachyognathus                                                       |
|  |                                                                                   |
|  | \| \| Istiodactylus latidens \| \| \| \| \| \| Istiodactylus sinensis \| \| \| \| |
|  |                                                                                   |
|  | Istiodactylus latidens                                                            |
|  |                                                                                   |
|  | Istiodactylus sinensis                                                            |
|  |                                                                                   |

|  | Istiodactylus latidens |
|  |                        |
|  | Istiodactylus sinensis |
|  |                        |

|  | Liaoxipterus brachyognathus                                                       |
|  |                                                                                   |
|  | \| \| Istiodactylus latidens \| \| \| \| \| \| Istiodactylus sinensis \| \| \| \| |
|  |                                                                                   |
|  | Istiodactylus latidens                                                            |
|  |                                                                                   |
|  | Istiodactylus sinensis                                                            |
|  |                                                                                   |

|  | Istiodactylus latidens |
|  |                        |
|  | Istiodactylus sinensis |
|  |                        |

|  | Brasileodactylus araripensis                                             |
|  |                                                                          |
|  | \| \| Ludodactylus sibbicki \| \| \| \| \| \| Ornithocheirae \| \| \| \| |
|  |                                                                          |
|  | Ludodactylus sibbicki                                                    |
|  |                                                                          |
|  | Ornithocheirae                                                           |
|  |                                                                          |

|  | Ludodactylus sibbicki |
|  |                       |
|  | Ornithocheirae        |
|  |                       |

|  | Brasileodactylus araripensis                                             |
|  |                                                                          |
|  | \| \| Ludodactylus sibbicki \| \| \| \| \| \| Ornithocheirae \| \| \| \| |
|  |                                                                          |
|  | Ludodactylus sibbicki                                                    |
|  |                                                                          |
|  | Ornithocheirae                                                           |
|  |                                                                          |

|  | Ludodactylus sibbicki |
|  |                       |
|  | Ornithocheirae        |
|  |                       |

|  | Brasileodactylus araripensis                                             |
|  |                                                                          |
|  | \| \| Ludodactylus sibbicki \| \| \| \| \| \| Ornithocheirae \| \| \| \| |
|  |                                                                          |
|  | Ludodactylus sibbicki                                                    |
|  |                                                                          |
|  | Ornithocheirae                                                           |
|  |                                                                          |

|  | Ludodactylus sibbicki |
|  |                       |
|  | Ornithocheirae        |
|  |                       |

|  | Brasileodactylus araripensis                                             |
|  |                                                                          |
|  | \| \| Ludodactylus sibbicki \| \| \| \| \| \| Ornithocheirae \| \| \| \| |
|  |                                                                          |
|  | Ludodactylus sibbicki                                                    |
|  |                                                                          |
|  | Ornithocheirae                                                           |
|  |                                                                          |

|  | Ludodactylus sibbicki |
|  |                       |
|  | Ornithocheirae        |
|  |                       |

|  | Brasileodactylus araripensis                                             |
|  |                                                                          |
|  | \| \| Ludodactylus sibbicki \| \| \| \| \| \| Ornithocheirae \| \| \| \| |
|  |                                                                          |
|  | Ludodactylus sibbicki                                                    |
|  |                                                                          |
|  | Ornithocheirae                                                           |
|  |                                                                          |

|  | Ludodactylus sibbicki |
|  |                       |
|  | Ornithocheirae        |
|  |                       |

|  | Brasileodactylus araripensis                                             |
|  |                                                                          |
|  | \| \| Ludodactylus sibbicki \| \| \| \| \| \| Ornithocheirae \| \| \| \| |
|  |                                                                          |
|  | Ludodactylus sibbicki                                                    |
|  |                                                                          |
|  | Ornithocheirae                                                           |
|  |                                                                          |

|  | Ludodactylus sibbicki |
|  |                       |
|  | Ornithocheirae        |
|  |                       |

|  | Brasileodactylus araripensis                                             |
|  |                                                                          |
|  | \| \| Ludodactylus sibbicki \| \| \| \| \| \| Ornithocheirae \| \| \| \| |
|  |                                                                          |
|  | Ludodactylus sibbicki                                                    |
|  |                                                                          |
|  | Ornithocheirae                                                           |
|  |                                                                          |

|  | Ludodactylus sibbicki |
|  |                       |
|  | Ornithocheirae        |
|  |                       |

|  | Brasileodactylus araripensis                                             |
|  |                                                                          |
|  | \| \| Ludodactylus sibbicki \| \| \| \| \| \| Ornithocheirae \| \| \| \| |
|  |                                                                          |
|  | Ludodactylus sibbicki                                                    |
|  |                                                                          |
|  | Ornithocheirae                                                           |
|  |                                                                          |

|  | Ludodactylus sibbicki |
|  |                       |
|  | Ornithocheirae        |
|  |                       |

|  | Liaoxipterus brachyognathus                                                       |
|  |                                                                                   |
|  | \| \| Istiodactylus latidens \| \| \| \| \| \| Istiodactylus sinensis \| \| \| \| |
|  |                                                                                   |
|  | Istiodactylus latidens                                                            |
|  |                                                                                   |
|  | Istiodactylus sinensis                                                            |
|  |                                                                                   |

|  | Istiodactylus latidens |
|  |                        |
|  | Istiodactylus sinensis |
|  |                        |

|  | Liaoxipterus brachyognathus                                                       |
|  |                                                                                   |
|  | \| \| Istiodactylus latidens \| \| \| \| \| \| Istiodactylus sinensis \| \| \| \| |
|  |                                                                                   |
|  | Istiodactylus latidens                                                            |
|  |                                                                                   |
|  | Istiodactylus sinensis                                                            |
|  |                                                                                   |

|  | Istiodactylus latidens |
|  |                        |
|  | Istiodactylus sinensis |
|  |                        |

|  | Liaoxipterus brachyognathus                                                       |
|  |                                                                                   |
|  | \| \| Istiodactylus latidens \| \| \| \| \| \| Istiodactylus sinensis \| \| \| \| |
|  |                                                                                   |
|  | Istiodactylus latidens                                                            |
|  |                                                                                   |
|  | Istiodactylus sinensis                                                            |
|  |                                                                                   |

|  | Istiodactylus latidens |
|  |                        |
|  | Istiodactylus sinensis |
|  |                        |

|  | Liaoxipterus brachyognathus                                                       |
|  |                                                                                   |
|  | \| \| Istiodactylus latidens \| \| \| \| \| \| Istiodactylus sinensis \| \| \| \| |
|  |                                                                                   |
|  | Istiodactylus latidens                                                            |
|  |                                                                                   |
|  | Istiodactylus sinensis                                                            |
|  |                                                                                   |

|  | Istiodactylus latidens |
|  |                        |
|  | Istiodactylus sinensis |
|  |                        |

|  | Brasileodactylus araripensis                                             |
|  |                                                                          |
|  | \| \| Ludodactylus sibbicki \| \| \| \| \| \| Ornithocheirae \| \| \| \| |
|  |                                                                          |
|  | Ludodactylus sibbicki                                                    |
|  |                                                                          |
|  | Ornithocheirae                                                           |
|  |                                                                          |

|  | Ludodactylus sibbicki |
|  |                       |
|  | Ornithocheirae        |
|  |                       |

|  | Brasileodactylus araripensis                                             |
|  |                                                                          |
|  | \| \| Ludodactylus sibbicki \| \| \| \| \| \| Ornithocheirae \| \| \| \| |
|  |                                                                          |
|  | Ludodactylus sibbicki                                                    |
|  |                                                                          |
|  | Ornithocheirae                                                           |
|  |                                                                          |

|  | Ludodactylus sibbicki |
|  |                       |
|  | Ornithocheirae        |
|  |                       |

|  | Brasileodactylus araripensis                                             |
|  |                                                                          |
|  | \| \| Ludodactylus sibbicki \| \| \| \| \| \| Ornithocheirae \| \| \| \| |
|  |                                                                          |
|  | Ludodactylus sibbicki                                                    |
|  |                                                                          |
|  | Ornithocheirae                                                           |
|  |                                                                          |

|  | Ludodactylus sibbicki |
|  |                       |
|  | Ornithocheirae        |
|  |                       |

|  | Brasileodactylus araripensis                                             |
|  |                                                                          |
|  | \| \| Ludodactylus sibbicki \| \| \| \| \| \| Ornithocheirae \| \| \| \| |
|  |                                                                          |
|  | Ludodactylus sibbicki                                                    |
|  |                                                                          |
|  | Ornithocheirae                                                           |
|  |                                                                          |

|  | Ludodactylus sibbicki |
|  |                       |
|  | Ornithocheirae        |
|  |                       |

|  | Brasileodactylus araripensis                                             |
|  |                                                                          |
|  | \| \| Ludodactylus sibbicki \| \| \| \| \| \| Ornithocheirae \| \| \| \| |
|  |                                                                          |
|  | Ludodactylus sibbicki                                                    |
|  |                                                                          |
|  | Ornithocheirae                                                           |
|  |                                                                          |

|  | Ludodactylus sibbicki |
|  |                       |
|  | Ornithocheirae        |
|  |                       |

|  | Brasileodactylus araripensis                                             |
|  |                                                                          |
|  | \| \| Ludodactylus sibbicki \| \| \| \| \| \| Ornithocheirae \| \| \| \| |
|  |                                                                          |
|  | Ludodactylus sibbicki                                                    |
|  |                                                                          |
|  | Ornithocheirae                                                           |
|  |                                                                          |

|  | Ludodactylus sibbicki |
|  |                       |
|  | Ornithocheirae        |
|  |                       |

|  | Brasileodactylus araripensis                                             |
|  |                                                                          |
|  | \| \| Ludodactylus sibbicki \| \| \| \| \| \| Ornithocheirae \| \| \| \| |
|  |                                                                          |
|  | Ludodactylus sibbicki                                                    |
|  |                                                                          |
|  | Ornithocheirae                                                           |
|  |                                                                          |

|  | Ludodactylus sibbicki |
|  |                       |
|  | Ornithocheirae        |
|  |                       |

|  | Brasileodactylus araripensis                                             |
|  |                                                                          |
|  | \| \| Ludodactylus sibbicki \| \| \| \| \| \| Ornithocheirae \| \| \| \| |
|  |                                                                          |
|  | Ludodactylus sibbicki                                                    |
|  |                                                                          |
|  | Ornithocheirae                                                           |
|  |                                                                          |

|  | Ludodactylus sibbicki |
|  |                       |
|  | Ornithocheirae        |
|  |                       |

|  | Pteranodon longiceps  |
|  |                       |
|  | Pteranodon sternbergi |
|  |                       |

|  | Liaoxipterus brachyognathus                                                       |
|  |                                                                                   |
|  | \| \| Istiodactylus latidens \| \| \| \| \| \| Istiodactylus sinensis \| \| \| \| |
|  |                                                                                   |
|  | Istiodactylus latidens                                                            |
|  |                                                                                   |
|  | Istiodactylus sinensis                                                            |
|  |                                                                                   |

|  | Istiodactylus latidens |
|  |                        |
|  | Istiodactylus sinensis |
|  |                        |

|  | Liaoxipterus brachyognathus                                                       |
|  |                                                                                   |
|  | \| \| Istiodactylus latidens \| \| \| \| \| \| Istiodactylus sinensis \| \| \| \| |
|  |                                                                                   |
|  | Istiodactylus latidens                                                            |
|  |                                                                                   |
|  | Istiodactylus sinensis                                                            |
|  |                                                                                   |

|  | Istiodactylus latidens |
|  |                        |
|  | Istiodactylus sinensis |
|  |                        |

|  | Liaoxipterus brachyognathus                                                       |
|  |                                                                                   |
|  | \| \| Istiodactylus latidens \| \| \| \| \| \| Istiodactylus sinensis \| \| \| \| |
|  |                                                                                   |
|  | Istiodactylus latidens                                                            |
|  |                                                                                   |
|  | Istiodactylus sinensis                                                            |
|  |                                                                                   |

|  | Istiodactylus latidens |
|  |                        |
|  | Istiodactylus sinensis |
|  |                        |

|  | Liaoxipterus brachyognathus                                                       |
|  |                                                                                   |
|  | \| \| Istiodactylus latidens \| \| \| \| \| \| Istiodactylus sinensis \| \| \| \| |
|  |                                                                                   |
|  | Istiodactylus latidens                                                            |
|  |                                                                                   |
|  | Istiodactylus sinensis                                                            |
|  |                                                                                   |

|  | Istiodactylus latidens |
|  |                        |
|  | Istiodactylus sinensis |
|  |                        |

|  | Brasileodactylus araripensis                                             |
|  |                                                                          |
|  | \| \| Ludodactylus sibbicki \| \| \| \| \| \| Ornithocheirae \| \| \| \| |
|  |                                                                          |
|  | Ludodactylus sibbicki                                                    |
|  |                                                                          |
|  | Ornithocheirae                                                           |
|  |                                                                          |

|  | Ludodactylus sibbicki |
|  |                       |
|  | Ornithocheirae        |
|  |                       |

|  | Brasileodactylus araripensis                                             |
|  |                                                                          |
|  | \| \| Ludodactylus sibbicki \| \| \| \| \| \| Ornithocheirae \| \| \| \| |
|  |                                                                          |
|  | Ludodactylus sibbicki                                                    |
|  |                                                                          |
|  | Ornithocheirae                                                           |
|  |                                                                          |

|  | Ludodactylus sibbicki |
|  |                       |
|  | Ornithocheirae        |
|  |                       |

|  | Brasileodactylus araripensis                                             |
|  |                                                                          |
|  | \| \| Ludodactylus sibbicki \| \| \| \| \| \| Ornithocheirae \| \| \| \| |
|  |                                                                          |
|  | Ludodactylus sibbicki                                                    |
|  |                                                                          |
|  | Ornithocheirae                                                           |
|  |                                                                          |

|  | Ludodactylus sibbicki |
|  |                       |
|  | Ornithocheirae        |
|  |                       |

|  | Brasileodactylus araripensis                                             |
|  |                                                                          |
|  | \| \| Ludodactylus sibbicki \| \| \| \| \| \| Ornithocheirae \| \| \| \| |
|  |                                                                          |
|  | Ludodactylus sibbicki                                                    |
|  |                                                                          |
|  | Ornithocheirae                                                           |
|  |                                                                          |

|  | Ludodactylus sibbicki |
|  |                       |
|  | Ornithocheirae        |
|  |                       |

|  | Brasileodactylus araripensis                                             |
|  |                                                                          |
|  | \| \| Ludodactylus sibbicki \| \| \| \| \| \| Ornithocheirae \| \| \| \| |
|  |                                                                          |
|  | Ludodactylus sibbicki                                                    |
|  |                                                                          |
|  | Ornithocheirae                                                           |
|  |                                                                          |

|  | Ludodactylus sibbicki |
|  |                       |
|  | Ornithocheirae        |
|  |                       |

|  | Brasileodactylus araripensis                                             |
|  |                                                                          |
|  | \| \| Ludodactylus sibbicki \| \| \| \| \| \| Ornithocheirae \| \| \| \| |
|  |                                                                          |
|  | Ludodactylus sibbicki                                                    |
|  |                                                                          |
|  | Ornithocheirae                                                           |
|  |                                                                          |

|  | Ludodactylus sibbicki |
|  |                       |
|  | Ornithocheirae        |
|  |                       |

|  | Brasileodactylus araripensis                                             |
|  |                                                                          |
|  | \| \| Ludodactylus sibbicki \| \| \| \| \| \| Ornithocheirae \| \| \| \| |
|  |                                                                          |
|  | Ludodactylus sibbicki                                                    |
|  |                                                                          |
|  | Ornithocheirae                                                           |
|  |                                                                          |

|  | Ludodactylus sibbicki |
|  |                       |
|  | Ornithocheirae        |
|  |                       |

|  | Brasileodactylus araripensis                                             |
|  |                                                                          |
|  | \| \| Ludodactylus sibbicki \| \| \| \| \| \| Ornithocheirae \| \| \| \| |
|  |                                                                          |
|  | Ludodactylus sibbicki                                                    |
|  |                                                                          |
|  | Ornithocheirae                                                           |
|  |                                                                          |

|  | Ludodactylus sibbicki |
|  |                       |
|  | Ornithocheirae        |
|  |                       |

|  | Liaoxipterus brachyognathus                                                       |
|  |                                                                                   |
|  | \| \| Istiodactylus latidens \| \| \| \| \| \| Istiodactylus sinensis \| \| \| \| |
|  |                                                                                   |
|  | Istiodactylus latidens                                                            |
|  |                                                                                   |
|  | Istiodactylus sinensis                                                            |
|  |                                                                                   |

|  | Istiodactylus latidens |
|  |                        |
|  | Istiodactylus sinensis |
|  |                        |

|  | Liaoxipterus brachyognathus                                                       |
|  |                                                                                   |
|  | \| \| Istiodactylus latidens \| \| \| \| \| \| Istiodactylus sinensis \| \| \| \| |
|  |                                                                                   |
|  | Istiodactylus latidens                                                            |
|  |                                                                                   |
|  | Istiodactylus sinensis                                                            |
|  |                                                                                   |

|  | Istiodactylus latidens |
|  |                        |
|  | Istiodactylus sinensis |
|  |                        |

|  | Liaoxipterus brachyognathus                                                       |
|  |                                                                                   |
|  | \| \| Istiodactylus latidens \| \| \| \| \| \| Istiodactylus sinensis \| \| \| \| |
|  |                                                                                   |
|  | Istiodactylus latidens                                                            |
|  |                                                                                   |
|  | Istiodactylus sinensis                                                            |
|  |                                                                                   |

|  | Istiodactylus latidens |
|  |                        |
|  | Istiodactylus sinensis |
|  |                        |

|  | Liaoxipterus brachyognathus                                                       |
|  |                                                                                   |
|  | \| \| Istiodactylus latidens \| \| \| \| \| \| Istiodactylus sinensis \| \| \| \| |
|  |                                                                                   |
|  | Istiodactylus latidens                                                            |
|  |                                                                                   |
|  | Istiodactylus sinensis                                                            |
|  |                                                                                   |

|  | Istiodactylus latidens |
|  |                        |
|  | Istiodactylus sinensis |
|  |                        |

|  | Brasileodactylus araripensis                                             |
|  |                                                                          |
|  | \| \| Ludodactylus sibbicki \| \| \| \| \| \| Ornithocheirae \| \| \| \| |
|  |                                                                          |
|  | Ludodactylus sibbicki                                                    |
|  |                                                                          |
|  | Ornithocheirae                                                           |
|  |                                                                          |

|  | Ludodactylus sibbicki |
|  |                       |
|  | Ornithocheirae        |
|  |                       |

|  | Brasileodactylus araripensis                                             |
|  |                                                                          |
|  | \| \| Ludodactylus sibbicki \| \| \| \| \| \| Ornithocheirae \| \| \| \| |
|  |                                                                          |
|  | Ludodactylus sibbicki                                                    |
|  |                                                                          |
|  | Ornithocheirae                                                           |
|  |                                                                          |

|  | Ludodactylus sibbicki |
|  |                       |
|  | Ornithocheirae        |
|  |                       |

|  | Brasileodactylus araripensis                                             |
|  |                                                                          |
|  | \| \| Ludodactylus sibbicki \| \| \| \| \| \| Ornithocheirae \| \| \| \| |
|  |                                                                          |
|  | Ludodactylus sibbicki                                                    |
|  |                                                                          |
|  | Ornithocheirae                                                           |
|  |                                                                          |

|  | Ludodactylus sibbicki |
|  |                       |
|  | Ornithocheirae        |
|  |                       |

|  | Brasileodactylus araripensis                                             |
|  |                                                                          |
|  | \| \| Ludodactylus sibbicki \| \| \| \| \| \| Ornithocheirae \| \| \| \| |
|  |                                                                          |
|  | Ludodactylus sibbicki                                                    |
|  |                                                                          |
|  | Ornithocheirae                                                           |
|  |                                                                          |

|  | Ludodactylus sibbicki |
|  |                       |
|  | Ornithocheirae        |
|  |                       |

|  | Brasileodactylus araripensis                                             |
|  |                                                                          |
|  | \| \| Ludodactylus sibbicki \| \| \| \| \| \| Ornithocheirae \| \| \| \| |
|  |                                                                          |
|  | Ludodactylus sibbicki                                                    |
|  |                                                                          |
|  | Ornithocheirae                                                           |
|  |                                                                          |

|  | Ludodactylus sibbicki |
|  |                       |
|  | Ornithocheirae        |
|  |                       |

|  | Brasileodactylus araripensis                                             |
|  |                                                                          |
|  | \| \| Ludodactylus sibbicki \| \| \| \| \| \| Ornithocheirae \| \| \| \| |
|  |                                                                          |
|  | Ludodactylus sibbicki                                                    |
|  |                                                                          |
|  | Ornithocheirae                                                           |
|  |                                                                          |

|  | Ludodactylus sibbicki |
|  |                       |
|  | Ornithocheirae        |
|  |                       |

|  | Brasileodactylus araripensis                                             |
|  |                                                                          |
|  | \| \| Ludodactylus sibbicki \| \| \| \| \| \| Ornithocheirae \| \| \| \| |
|  |                                                                          |
|  | Ludodactylus sibbicki                                                    |
|  |                                                                          |
|  | Ornithocheirae                                                           |
|  |                                                                          |

|  | Ludodactylus sibbicki |
|  |                       |
|  | Ornithocheirae        |
|  |                       |

|  | Brasileodactylus araripensis                                             |
|  |                                                                          |
|  | \| \| Ludodactylus sibbicki \| \| \| \| \| \| Ornithocheirae \| \| \| \| |
|  |                                                                          |
|  | Ludodactylus sibbicki                                                    |
|  |                                                                          |
|  | Ornithocheirae                                                           |
|  |                                                                          |

|  | Ludodactylus sibbicki |
|  |                       |
|  | Ornithocheirae        |
|  |                       |

|  | Pteranodon longiceps  |
|  |                       |
|  | Pteranodon sternbergi |
|  |                       |

|  | Liaoxipterus brachyognathus                                                       |
|  |                                                                                   |
|  | \| \| Istiodactylus latidens \| \| \| \| \| \| Istiodactylus sinensis \| \| \| \| |
|  |                                                                                   |
|  | Istiodactylus latidens                                                            |
|  |                                                                                   |
|  | Istiodactylus sinensis                                                            |
|  |                                                                                   |

|  | Istiodactylus latidens |
|  |                        |
|  | Istiodactylus sinensis |
|  |                        |

|  | Liaoxipterus brachyognathus                                                       |
|  |                                                                                   |
|  | \| \| Istiodactylus latidens \| \| \| \| \| \| Istiodactylus sinensis \| \| \| \| |
|  |                                                                                   |
|  | Istiodactylus latidens                                                            |
|  |                                                                                   |
|  | Istiodactylus sinensis                                                            |
|  |                                                                                   |

|  | Istiodactylus latidens |
|  |                        |
|  | Istiodactylus sinensis |
|  |                        |

|  | Liaoxipterus brachyognathus                                                       |
|  |                                                                                   |
|  | \| \| Istiodactylus latidens \| \| \| \| \| \| Istiodactylus sinensis \| \| \| \| |
|  |                                                                                   |
|  | Istiodactylus latidens                                                            |
|  |                                                                                   |
|  | Istiodactylus sinensis                                                            |
|  |                                                                                   |

|  | Istiodactylus latidens |
|  |                        |
|  | Istiodactylus sinensis |
|  |                        |

|  | Liaoxipterus brachyognathus                                                       |
|  |                                                                                   |
|  | \| \| Istiodactylus latidens \| \| \| \| \| \| Istiodactylus sinensis \| \| \| \| |
|  |                                                                                   |
|  | Istiodactylus latidens                                                            |
|  |                                                                                   |
|  | Istiodactylus sinensis                                                            |
|  |                                                                                   |

|  | Istiodactylus latidens |
|  |                        |
|  | Istiodactylus sinensis |
|  |                        |

|  | Brasileodactylus araripensis                                             |
|  |                                                                          |
|  | \| \| Ludodactylus sibbicki \| \| \| \| \| \| Ornithocheirae \| \| \| \| |
|  |                                                                          |
|  | Ludodactylus sibbicki                                                    |
|  |                                                                          |
|  | Ornithocheirae                                                           |
|  |                                                                          |

|  | Ludodactylus sibbicki |
|  |                       |
|  | Ornithocheirae        |
|  |                       |

|  | Brasileodactylus araripensis                                             |
|  |                                                                          |
|  | \| \| Ludodactylus sibbicki \| \| \| \| \| \| Ornithocheirae \| \| \| \| |
|  |                                                                          |
|  | Ludodactylus sibbicki                                                    |
|  |                                                                          |
|  | Ornithocheirae                                                           |
|  |                                                                          |

|  | Ludodactylus sibbicki |
|  |                       |
|  | Ornithocheirae        |
|  |                       |

|  | Brasileodactylus araripensis                                             |
|  |                                                                          |
|  | \| \| Ludodactylus sibbicki \| \| \| \| \| \| Ornithocheirae \| \| \| \| |
|  |                                                                          |
|  | Ludodactylus sibbicki                                                    |
|  |                                                                          |
|  | Ornithocheirae                                                           |
|  |                                                                          |

|  | Ludodactylus sibbicki |
|  |                       |
|  | Ornithocheirae        |
|  |                       |

|  | Brasileodactylus araripensis                                             |
|  |                                                                          |
|  | \| \| Ludodactylus sibbicki \| \| \| \| \| \| Ornithocheirae \| \| \| \| |
|  |                                                                          |
|  | Ludodactylus sibbicki                                                    |
|  |                                                                          |
|  | Ornithocheirae                                                           |
|  |                                                                          |

|  | Ludodactylus sibbicki |
|  |                       |
|  | Ornithocheirae        |
|  |                       |

|  | Brasileodactylus araripensis                                             |
|  |                                                                          |
|  | \| \| Ludodactylus sibbicki \| \| \| \| \| \| Ornithocheirae \| \| \| \| |
|  |                                                                          |
|  | Ludodactylus sibbicki                                                    |
|  |                                                                          |
|  | Ornithocheirae                                                           |
|  |                                                                          |

|  | Ludodactylus sibbicki |
|  |                       |
|  | Ornithocheirae        |
|  |                       |

|  | Brasileodactylus araripensis                                             |
|  |                                                                          |
|  | \| \| Ludodactylus sibbicki \| \| \| \| \| \| Ornithocheirae \| \| \| \| |
|  |                                                                          |
|  | Ludodactylus sibbicki                                                    |
|  |                                                                          |
|  | Ornithocheirae                                                           |
|  |                                                                          |

|  | Ludodactylus sibbicki |
|  |                       |
|  | Ornithocheirae        |
|  |                       |

|  | Brasileodactylus araripensis                                             |
|  |                                                                          |
|  | \| \| Ludodactylus sibbicki \| \| \| \| \| \| Ornithocheirae \| \| \| \| |
|  |                                                                          |
|  | Ludodactylus sibbicki                                                    |
|  |                                                                          |
|  | Ornithocheirae                                                           |
|  |                                                                          |

|  | Ludodactylus sibbicki |
|  |                       |
|  | Ornithocheirae        |
|  |                       |

|  | Brasileodactylus araripensis                                             |
|  |                                                                          |
|  | \| \| Ludodactylus sibbicki \| \| \| \| \| \| Ornithocheirae \| \| \| \| |
|  |                                                                          |
|  | Ludodactylus sibbicki                                                    |
|  |                                                                          |
|  | Ornithocheirae                                                           |
|  |                                                                          |

|  | Ludodactylus sibbicki |
|  |                       |
|  | Ornithocheirae        |
|  |                       |

|  | Liaoxipterus brachyognathus                                                       |
|  |                                                                                   |
|  | \| \| Istiodactylus latidens \| \| \| \| \| \| Istiodactylus sinensis \| \| \| \| |
|  |                                                                                   |
|  | Istiodactylus latidens                                                            |
|  |                                                                                   |
|  | Istiodactylus sinensis                                                            |
|  |                                                                                   |

|  | Istiodactylus latidens |
|  |                        |
|  | Istiodactylus sinensis |
|  |                        |

|  | Liaoxipterus brachyognathus                                                       |
|  |                                                                                   |
|  | \| \| Istiodactylus latidens \| \| \| \| \| \| Istiodactylus sinensis \| \| \| \| |
|  |                                                                                   |
|  | Istiodactylus latidens                                                            |
|  |                                                                                   |
|  | Istiodactylus sinensis                                                            |
|  |                                                                                   |

|  | Istiodactylus latidens |
|  |                        |
|  | Istiodactylus sinensis |
|  |                        |

|  | Liaoxipterus brachyognathus                                                       |
|  |                                                                                   |
|  | \| \| Istiodactylus latidens \| \| \| \| \| \| Istiodactylus sinensis \| \| \| \| |
|  |                                                                                   |
|  | Istiodactylus latidens                                                            |
|  |                                                                                   |
|  | Istiodactylus sinensis                                                            |
|  |                                                                                   |

|  | Istiodactylus latidens |
|  |                        |
|  | Istiodactylus sinensis |
|  |                        |

|  | Liaoxipterus brachyognathus                                                       |
|  |                                                                                   |
|  | \| \| Istiodactylus latidens \| \| \| \| \| \| Istiodactylus sinensis \| \| \| \| |
|  |                                                                                   |
|  | Istiodactylus latidens                                                            |
|  |                                                                                   |
|  | Istiodactylus sinensis                                                            |
|  |                                                                                   |

|  | Istiodactylus latidens |
|  |                        |
|  | Istiodactylus sinensis |
|  |                        |

|  | Brasileodactylus araripensis                                             |
|  |                                                                          |
|  | \| \| Ludodactylus sibbicki \| \| \| \| \| \| Ornithocheirae \| \| \| \| |
|  |                                                                          |
|  | Ludodactylus sibbicki                                                    |
|  |                                                                          |
|  | Ornithocheirae                                                           |
|  |                                                                          |

|  | Ludodactylus sibbicki |
|  |                       |
|  | Ornithocheirae        |
|  |                       |

|  | Brasileodactylus araripensis                                             |
|  |                                                                          |
|  | \| \| Ludodactylus sibbicki \| \| \| \| \| \| Ornithocheirae \| \| \| \| |
|  |                                                                          |
|  | Ludodactylus sibbicki                                                    |
|  |                                                                          |
|  | Ornithocheirae                                                           |
|  |                                                                          |

|  | Ludodactylus sibbicki |
|  |                       |
|  | Ornithocheirae        |
|  |                       |

|  | Brasileodactylus araripensis                                             |
|  |                                                                          |
|  | \| \| Ludodactylus sibbicki \| \| \| \| \| \| Ornithocheirae \| \| \| \| |
|  |                                                                          |
|  | Ludodactylus sibbicki                                                    |
|  |                                                                          |
|  | Ornithocheirae                                                           |
|  |                                                                          |

|  | Ludodactylus sibbicki |
|  |                       |
|  | Ornithocheirae        |
|  |                       |

|  | Brasileodactylus araripensis                                             |
|  |                                                                          |
|  | \| \| Ludodactylus sibbicki \| \| \| \| \| \| Ornithocheirae \| \| \| \| |
|  |                                                                          |
|  | Ludodactylus sibbicki                                                    |
|  |                                                                          |
|  | Ornithocheirae                                                           |
|  |                                                                          |

|  | Ludodactylus sibbicki |
|  |                       |
|  | Ornithocheirae        |
|  |                       |

|  | Brasileodactylus araripensis                                             |
|  |                                                                          |
|  | \| \| Ludodactylus sibbicki \| \| \| \| \| \| Ornithocheirae \| \| \| \| |
|  |                                                                          |
|  | Ludodactylus sibbicki                                                    |
|  |                                                                          |
|  | Ornithocheirae                                                           |
|  |                                                                          |

|  | Ludodactylus sibbicki |
|  |                       |
|  | Ornithocheirae        |
|  |                       |

|  | Brasileodactylus araripensis                                             |
|  |                                                                          |
|  | \| \| Ludodactylus sibbicki \| \| \| \| \| \| Ornithocheirae \| \| \| \| |
|  |                                                                          |
|  | Ludodactylus sibbicki                                                    |
|  |                                                                          |
|  | Ornithocheirae                                                           |
|  |                                                                          |

|  | Ludodactylus sibbicki |
|  |                       |
|  | Ornithocheirae        |
|  |                       |

|  | Brasileodactylus araripensis                                             |
|  |                                                                          |
|  | \| \| Ludodactylus sibbicki \| \| \| \| \| \| Ornithocheirae \| \| \| \| |
|  |                                                                          |
|  | Ludodactylus sibbicki                                                    |
|  |                                                                          |
|  | Ornithocheirae                                                           |
|  |                                                                          |

|  | Ludodactylus sibbicki |
|  |                       |
|  | Ornithocheirae        |
|  |                       |

|  | Brasileodactylus araripensis                                             |
|  |                                                                          |
|  | \| \| Ludodactylus sibbicki \| \| \| \| \| \| Ornithocheirae \| \| \| \| |
|  |                                                                          |
|  | Ludodactylus sibbicki                                                    |
|  |                                                                          |
|  | Ornithocheirae                                                           |
|  |                                                                          |

|  | Ludodactylus sibbicki |
|  |                       |
|  | Ornithocheirae        |
|  |                       |

|  | Muzquizopteryx coahuilensis |
|  |                             |
|  | "Nyctosaurus" lamegoi       |
|  |                             |
|  | Nyctosaurus gracilis        |
|  |                             |

|  | Pteranodon longiceps  |
|  |                       |
|  | Pteranodon sternbergi |
|  |                       |

|  | Liaoxipterus brachyognathus                                                       |
|  |                                                                                   |
|  | \| \| Istiodactylus latidens \| \| \| \| \| \| Istiodactylus sinensis \| \| \| \| |
|  |                                                                                   |
|  | Istiodactylus latidens                                                            |
|  |                                                                                   |
|  | Istiodactylus sinensis                                                            |
|  |                                                                                   |

|  | Istiodactylus latidens |
|  |                        |
|  | Istiodactylus sinensis |
|  |                        |

|  | Liaoxipterus brachyognathus                                                       |
|  |                                                                                   |
|  | \| \| Istiodactylus latidens \| \| \| \| \| \| Istiodactylus sinensis \| \| \| \| |
|  |                                                                                   |
|  | Istiodactylus latidens                                                            |
|  |                                                                                   |
|  | Istiodactylus sinensis                                                            |
|  |                                                                                   |

|  | Istiodactylus latidens |
|  |                        |
|  | Istiodactylus sinensis |
|  |                        |

|  | Liaoxipterus brachyognathus                                                       |
|  |                                                                                   |
|  | \| \| Istiodactylus latidens \| \| \| \| \| \| Istiodactylus sinensis \| \| \| \| |
|  |                                                                                   |
|  | Istiodactylus latidens                                                            |
|  |                                                                                   |
|  | Istiodactylus sinensis                                                            |
|  |                                                                                   |

|  | Istiodactylus latidens |
|  |                        |
|  | Istiodactylus sinensis |
|  |                        |

|  | Liaoxipterus brachyognathus                                                       |
|  |                                                                                   |
|  | \| \| Istiodactylus latidens \| \| \| \| \| \| Istiodactylus sinensis \| \| \| \| |
|  |                                                                                   |
|  | Istiodactylus latidens                                                            |
|  |                                                                                   |
|  | Istiodactylus sinensis                                                            |
|  |                                                                                   |

|  | Istiodactylus latidens |
|  |                        |
|  | Istiodactylus sinensis |
|  |                        |

|  | Brasileodactylus araripensis                                             |
|  |                                                                          |
|  | \| \| Ludodactylus sibbicki \| \| \| \| \| \| Ornithocheirae \| \| \| \| |
|  |                                                                          |
|  | Ludodactylus sibbicki                                                    |
|  |                                                                          |
|  | Ornithocheirae                                                           |
|  |                                                                          |

|  | Ludodactylus sibbicki |
|  |                       |
|  | Ornithocheirae        |
|  |                       |

|  | Brasileodactylus araripensis                                             |
|  |                                                                          |
|  | \| \| Ludodactylus sibbicki \| \| \| \| \| \| Ornithocheirae \| \| \| \| |
|  |                                                                          |
|  | Ludodactylus sibbicki                                                    |
|  |                                                                          |
|  | Ornithocheirae                                                           |
|  |                                                                          |

|  | Ludodactylus sibbicki |
|  |                       |
|  | Ornithocheirae        |
|  |                       |

|  | Brasileodactylus araripensis                                             |
|  |                                                                          |
|  | \| \| Ludodactylus sibbicki \| \| \| \| \| \| Ornithocheirae \| \| \| \| |
|  |                                                                          |
|  | Ludodactylus sibbicki                                                    |
|  |                                                                          |
|  | Ornithocheirae                                                           |
|  |                                                                          |

|  | Ludodactylus sibbicki |
|  |                       |
|  | Ornithocheirae        |
|  |                       |

|  | Brasileodactylus araripensis                                             |
|  |                                                                          |
|  | \| \| Ludodactylus sibbicki \| \| \| \| \| \| Ornithocheirae \| \| \| \| |
|  |                                                                          |
|  | Ludodactylus sibbicki                                                    |
|  |                                                                          |
|  | Ornithocheirae                                                           |
|  |                                                                          |

|  | Ludodactylus sibbicki |
|  |                       |
|  | Ornithocheirae        |
|  |                       |

|  | Brasileodactylus araripensis                                             |
|  |                                                                          |
|  | \| \| Ludodactylus sibbicki \| \| \| \| \| \| Ornithocheirae \| \| \| \| |
|  |                                                                          |
|  | Ludodactylus sibbicki                                                    |
|  |                                                                          |
|  | Ornithocheirae                                                           |
|  |                                                                          |

|  | Ludodactylus sibbicki |
|  |                       |
|  | Ornithocheirae        |
|  |                       |

|  | Brasileodactylus araripensis                                             |
|  |                                                                          |
|  | \| \| Ludodactylus sibbicki \| \| \| \| \| \| Ornithocheirae \| \| \| \| |
|  |                                                                          |
|  | Ludodactylus sibbicki                                                    |
|  |                                                                          |
|  | Ornithocheirae                                                           |
|  |                                                                          |

|  | Ludodactylus sibbicki |
|  |                       |
|  | Ornithocheirae        |
|  |                       |

|  | Brasileodactylus araripensis                                             |
|  |                                                                          |
|  | \| \| Ludodactylus sibbicki \| \| \| \| \| \| Ornithocheirae \| \| \| \| |
|  |                                                                          |
|  | Ludodactylus sibbicki                                                    |
|  |                                                                          |
|  | Ornithocheirae                                                           |
|  |                                                                          |

|  | Ludodactylus sibbicki |
|  |                       |
|  | Ornithocheirae        |
|  |                       |

|  | Brasileodactylus araripensis                                             |
|  |                                                                          |
|  | \| \| Ludodactylus sibbicki \| \| \| \| \| \| Ornithocheirae \| \| \| \| |
|  |                                                                          |
|  | Ludodactylus sibbicki                                                    |
|  |                                                                          |
|  | Ornithocheirae                                                           |
|  |                                                                          |

|  | Ludodactylus sibbicki |
|  |                       |
|  | Ornithocheirae        |
|  |                       |

|  | Liaoxipterus brachyognathus                                                       |
|  |                                                                                   |
|  | \| \| Istiodactylus latidens \| \| \| \| \| \| Istiodactylus sinensis \| \| \| \| |
|  |                                                                                   |
|  | Istiodactylus latidens                                                            |
|  |                                                                                   |
|  | Istiodactylus sinensis                                                            |
|  |                                                                                   |

|  | Istiodactylus latidens |
|  |                        |
|  | Istiodactylus sinensis |
|  |                        |

|  | Liaoxipterus brachyognathus                                                       |
|  |                                                                                   |
|  | \| \| Istiodactylus latidens \| \| \| \| \| \| Istiodactylus sinensis \| \| \| \| |
|  |                                                                                   |
|  | Istiodactylus latidens                                                            |
|  |                                                                                   |
|  | Istiodactylus sinensis                                                            |
|  |                                                                                   |

|  | Istiodactylus latidens |
|  |                        |
|  | Istiodactylus sinensis |
|  |                        |

|  | Liaoxipterus brachyognathus                                                       |
|  |                                                                                   |
|  | \| \| Istiodactylus latidens \| \| \| \| \| \| Istiodactylus sinensis \| \| \| \| |
|  |                                                                                   |
|  | Istiodactylus latidens                                                            |
|  |                                                                                   |
|  | Istiodactylus sinensis                                                            |
|  |                                                                                   |

|  | Istiodactylus latidens |
|  |                        |
|  | Istiodactylus sinensis |
|  |                        |

|  | Liaoxipterus brachyognathus                                                       |
|  |                                                                                   |
|  | \| \| Istiodactylus latidens \| \| \| \| \| \| Istiodactylus sinensis \| \| \| \| |
|  |                                                                                   |
|  | Istiodactylus latidens                                                            |
|  |                                                                                   |
|  | Istiodactylus sinensis                                                            |
|  |                                                                                   |

|  | Istiodactylus latidens |
|  |                        |
|  | Istiodactylus sinensis |
|  |                        |

|  | Brasileodactylus araripensis                                             |
|  |                                                                          |
|  | \| \| Ludodactylus sibbicki \| \| \| \| \| \| Ornithocheirae \| \| \| \| |
|  |                                                                          |
|  | Ludodactylus sibbicki                                                    |
|  |                                                                          |
|  | Ornithocheirae                                                           |
|  |                                                                          |

|  | Ludodactylus sibbicki |
|  |                       |
|  | Ornithocheirae        |
|  |                       |

|  | Brasileodactylus araripensis                                             |
|  |                                                                          |
|  | \| \| Ludodactylus sibbicki \| \| \| \| \| \| Ornithocheirae \| \| \| \| |
|  |                                                                          |
|  | Ludodactylus sibbicki                                                    |
|  |                                                                          |
|  | Ornithocheirae                                                           |
|  |                                                                          |

|  | Ludodactylus sibbicki |
|  |                       |
|  | Ornithocheirae        |
|  |                       |

|  | Brasileodactylus araripensis                                             |
|  |                                                                          |
|  | \| \| Ludodactylus sibbicki \| \| \| \| \| \| Ornithocheirae \| \| \| \| |
|  |                                                                          |
|  | Ludodactylus sibbicki                                                    |
|  |                                                                          |
|  | Ornithocheirae                                                           |
|  |                                                                          |

|  | Ludodactylus sibbicki |
|  |                       |
|  | Ornithocheirae        |
|  |                       |

|  | Brasileodactylus araripensis                                             |
|  |                                                                          |
|  | \| \| Ludodactylus sibbicki \| \| \| \| \| \| Ornithocheirae \| \| \| \| |
|  |                                                                          |
|  | Ludodactylus sibbicki                                                    |
|  |                                                                          |
|  | Ornithocheirae                                                           |
|  |                                                                          |

|  | Ludodactylus sibbicki |
|  |                       |
|  | Ornithocheirae        |
|  |                       |

|  | Brasileodactylus araripensis                                             |
|  |                                                                          |
|  | \| \| Ludodactylus sibbicki \| \| \| \| \| \| Ornithocheirae \| \| \| \| |
|  |                                                                          |
|  | Ludodactylus sibbicki                                                    |
|  |                                                                          |
|  | Ornithocheirae                                                           |
|  |                                                                          |

|  | Ludodactylus sibbicki |
|  |                       |
|  | Ornithocheirae        |
|  |                       |

|  | Brasileodactylus araripensis                                             |
|  |                                                                          |
|  | \| \| Ludodactylus sibbicki \| \| \| \| \| \| Ornithocheirae \| \| \| \| |
|  |                                                                          |
|  | Ludodactylus sibbicki                                                    |
|  |                                                                          |
|  | Ornithocheirae                                                           |
|  |                                                                          |

|  | Ludodactylus sibbicki |
|  |                       |
|  | Ornithocheirae        |
|  |                       |

|  | Brasileodactylus araripensis                                             |
|  |                                                                          |
|  | \| \| Ludodactylus sibbicki \| \| \| \| \| \| Ornithocheirae \| \| \| \| |
|  |                                                                          |
|  | Ludodactylus sibbicki                                                    |
|  |                                                                          |
|  | Ornithocheirae                                                           |
|  |                                                                          |

|  | Ludodactylus sibbicki |
|  |                       |
|  | Ornithocheirae        |
|  |                       |

|  | Brasileodactylus araripensis                                             |
|  |                                                                          |
|  | \| \| Ludodactylus sibbicki \| \| \| \| \| \| Ornithocheirae \| \| \| \| |
|  |                                                                          |
|  | Ludodactylus sibbicki                                                    |
|  |                                                                          |
|  | Ornithocheirae                                                           |
|  |                                                                          |

|  | Ludodactylus sibbicki |
|  |                       |
|  | Ornithocheirae        |
|  |                       |

|  | Pteranodon longiceps  |
|  |                       |
|  | Pteranodon sternbergi |
|  |                       |

|  | Liaoxipterus brachyognathus                                                       |
|  |                                                                                   |
|  | \| \| Istiodactylus latidens \| \| \| \| \| \| Istiodactylus sinensis \| \| \| \| |
|  |                                                                                   |
|  | Istiodactylus latidens                                                            |
|  |                                                                                   |
|  | Istiodactylus sinensis                                                            |
|  |                                                                                   |

|  | Istiodactylus latidens |
|  |                        |
|  | Istiodactylus sinensis |
|  |                        |

|  | Liaoxipterus brachyognathus                                                       |
|  |                                                                                   |
|  | \| \| Istiodactylus latidens \| \| \| \| \| \| Istiodactylus sinensis \| \| \| \| |
|  |                                                                                   |
|  | Istiodactylus latidens                                                            |
|  |                                                                                   |
|  | Istiodactylus sinensis                                                            |
|  |                                                                                   |

|  | Istiodactylus latidens |
|  |                        |
|  | Istiodactylus sinensis |
|  |                        |

|  | Liaoxipterus brachyognathus                                                       |
|  |                                                                                   |
|  | \| \| Istiodactylus latidens \| \| \| \| \| \| Istiodactylus sinensis \| \| \| \| |
|  |                                                                                   |
|  | Istiodactylus latidens                                                            |
|  |                                                                                   |
|  | Istiodactylus sinensis                                                            |
|  |                                                                                   |

|  | Istiodactylus latidens |
|  |                        |
|  | Istiodactylus sinensis |
|  |                        |

|  | Liaoxipterus brachyognathus                                                       |
|  |                                                                                   |
|  | \| \| Istiodactylus latidens \| \| \| \| \| \| Istiodactylus sinensis \| \| \| \| |
|  |                                                                                   |
|  | Istiodactylus latidens                                                            |
|  |                                                                                   |
|  | Istiodactylus sinensis                                                            |
|  |                                                                                   |

|  | Istiodactylus latidens |
|  |                        |
|  | Istiodactylus sinensis |
|  |                        |

|  | Brasileodactylus araripensis                                             |
|  |                                                                          |
|  | \| \| Ludodactylus sibbicki \| \| \| \| \| \| Ornithocheirae \| \| \| \| |
|  |                                                                          |
|  | Ludodactylus sibbicki                                                    |
|  |                                                                          |
|  | Ornithocheirae                                                           |
|  |                                                                          |

|  | Ludodactylus sibbicki |
|  |                       |
|  | Ornithocheirae        |
|  |                       |

|  | Brasileodactylus araripensis                                             |
|  |                                                                          |
|  | \| \| Ludodactylus sibbicki \| \| \| \| \| \| Ornithocheirae \| \| \| \| |
|  |                                                                          |
|  | Ludodactylus sibbicki                                                    |
|  |                                                                          |
|  | Ornithocheirae                                                           |
|  |                                                                          |

|  | Ludodactylus sibbicki |
|  |                       |
|  | Ornithocheirae        |
|  |                       |

|  | Brasileodactylus araripensis                                             |
|  |                                                                          |
|  | \| \| Ludodactylus sibbicki \| \| \| \| \| \| Ornithocheirae \| \| \| \| |
|  |                                                                          |
|  | Ludodactylus sibbicki                                                    |
|  |                                                                          |
|  | Ornithocheirae                                                           |
|  |                                                                          |

|  | Ludodactylus sibbicki |
|  |                       |
|  | Ornithocheirae        |
|  |                       |

|  | Brasileodactylus araripensis                                             |
|  |                                                                          |
|  | \| \| Ludodactylus sibbicki \| \| \| \| \| \| Ornithocheirae \| \| \| \| |
|  |                                                                          |
|  | Ludodactylus sibbicki                                                    |
|  |                                                                          |
|  | Ornithocheirae                                                           |
|  |                                                                          |

|  | Ludodactylus sibbicki |
|  |                       |
|  | Ornithocheirae        |
|  |                       |

|  | Brasileodactylus araripensis                                             |
|  |                                                                          |
|  | \| \| Ludodactylus sibbicki \| \| \| \| \| \| Ornithocheirae \| \| \| \| |
|  |                                                                          |
|  | Ludodactylus sibbicki                                                    |
|  |                                                                          |
|  | Ornithocheirae                                                           |
|  |                                                                          |

|  | Ludodactylus sibbicki |
|  |                       |
|  | Ornithocheirae        |
|  |                       |

|  | Brasileodactylus araripensis                                             |
|  |                                                                          |
|  | \| \| Ludodactylus sibbicki \| \| \| \| \| \| Ornithocheirae \| \| \| \| |
|  |                                                                          |
|  | Ludodactylus sibbicki                                                    |
|  |                                                                          |
|  | Ornithocheirae                                                           |
|  |                                                                          |

|  | Ludodactylus sibbicki |
|  |                       |
|  | Ornithocheirae        |
|  |                       |

|  | Brasileodactylus araripensis                                             |
|  |                                                                          |
|  | \| \| Ludodactylus sibbicki \| \| \| \| \| \| Ornithocheirae \| \| \| \| |
|  |                                                                          |
|  | Ludodactylus sibbicki                                                    |
|  |                                                                          |
|  | Ornithocheirae                                                           |
|  |                                                                          |

|  | Ludodactylus sibbicki |
|  |                       |
|  | Ornithocheirae        |
|  |                       |

|  | Brasileodactylus araripensis                                             |
|  |                                                                          |
|  | \| \| Ludodactylus sibbicki \| \| \| \| \| \| Ornithocheirae \| \| \| \| |
|  |                                                                          |
|  | Ludodactylus sibbicki                                                    |
|  |                                                                          |
|  | Ornithocheirae                                                           |
|  |                                                                          |

|  | Ludodactylus sibbicki |
|  |                       |
|  | Ornithocheirae        |
|  |                       |

|  | Liaoxipterus brachyognathus                                                       |
|  |                                                                                   |
|  | \| \| Istiodactylus latidens \| \| \| \| \| \| Istiodactylus sinensis \| \| \| \| |
|  |                                                                                   |
|  | Istiodactylus latidens                                                            |
|  |                                                                                   |
|  | Istiodactylus sinensis                                                            |
|  |                                                                                   |

|  | Istiodactylus latidens |
|  |                        |
|  | Istiodactylus sinensis |
|  |                        |

|  | Liaoxipterus brachyognathus                                                       |
|  |                                                                                   |
|  | \| \| Istiodactylus latidens \| \| \| \| \| \| Istiodactylus sinensis \| \| \| \| |
|  |                                                                                   |
|  | Istiodactylus latidens                                                            |
|  |                                                                                   |
|  | Istiodactylus sinensis                                                            |
|  |                                                                                   |

|  | Istiodactylus latidens |
|  |                        |
|  | Istiodactylus sinensis |
|  |                        |

|  | Liaoxipterus brachyognathus                                                       |
|  |                                                                                   |
|  | \| \| Istiodactylus latidens \| \| \| \| \| \| Istiodactylus sinensis \| \| \| \| |
|  |                                                                                   |
|  | Istiodactylus latidens                                                            |
|  |                                                                                   |
|  | Istiodactylus sinensis                                                            |
|  |                                                                                   |

|  | Istiodactylus latidens |
|  |                        |
|  | Istiodactylus sinensis |
|  |                        |

|  | Liaoxipterus brachyognathus                                                       |
|  |                                                                                   |
|  | \| \| Istiodactylus latidens \| \| \| \| \| \| Istiodactylus sinensis \| \| \| \| |
|  |                                                                                   |
|  | Istiodactylus latidens                                                            |
|  |                                                                                   |
|  | Istiodactylus sinensis                                                            |
|  |                                                                                   |

|  | Istiodactylus latidens |
|  |                        |
|  | Istiodactylus sinensis |
|  |                        |

|  | Brasileodactylus araripensis                                             |
|  |                                                                          |
|  | \| \| Ludodactylus sibbicki \| \| \| \| \| \| Ornithocheirae \| \| \| \| |
|  |                                                                          |
|  | Ludodactylus sibbicki                                                    |
|  |                                                                          |
|  | Ornithocheirae                                                           |
|  |                                                                          |

|  | Ludodactylus sibbicki |
|  |                       |
|  | Ornithocheirae        |
|  |                       |

|  | Brasileodactylus araripensis                                             |
|  |                                                                          |
|  | \| \| Ludodactylus sibbicki \| \| \| \| \| \| Ornithocheirae \| \| \| \| |
|  |                                                                          |
|  | Ludodactylus sibbicki                                                    |
|  |                                                                          |
|  | Ornithocheirae                                                           |
|  |                                                                          |

|  | Ludodactylus sibbicki |
|  |                       |
|  | Ornithocheirae        |
|  |                       |

|  | Brasileodactylus araripensis                                             |
|  |                                                                          |
|  | \| \| Ludodactylus sibbicki \| \| \| \| \| \| Ornithocheirae \| \| \| \| |
|  |                                                                          |
|  | Ludodactylus sibbicki                                                    |
|  |                                                                          |
|  | Ornithocheirae                                                           |
|  |                                                                          |

|  | Ludodactylus sibbicki |
|  |                       |
|  | Ornithocheirae        |
|  |                       |

|  | Brasileodactylus araripensis                                             |
|  |                                                                          |
|  | \| \| Ludodactylus sibbicki \| \| \| \| \| \| Ornithocheirae \| \| \| \| |
|  |                                                                          |
|  | Ludodactylus sibbicki                                                    |
|  |                                                                          |
|  | Ornithocheirae                                                           |
|  |                                                                          |

|  | Ludodactylus sibbicki |
|  |                       |
|  | Ornithocheirae        |
|  |                       |

|  | Brasileodactylus araripensis                                             |
|  |                                                                          |
|  | \| \| Ludodactylus sibbicki \| \| \| \| \| \| Ornithocheirae \| \| \| \| |
|  |                                                                          |
|  | Ludodactylus sibbicki                                                    |
|  |                                                                          |
|  | Ornithocheirae                                                           |
|  |                                                                          |

|  | Ludodactylus sibbicki |
|  |                       |
|  | Ornithocheirae        |
|  |                       |

|  | Brasileodactylus araripensis                                             |
|  |                                                                          |
|  | \| \| Ludodactylus sibbicki \| \| \| \| \| \| Ornithocheirae \| \| \| \| |
|  |                                                                          |
|  | Ludodactylus sibbicki                                                    |
|  |                                                                          |
|  | Ornithocheirae                                                           |
|  |                                                                          |

|  | Ludodactylus sibbicki |
|  |                       |
|  | Ornithocheirae        |
|  |                       |

|  | Brasileodactylus araripensis                                             |
|  |                                                                          |
|  | \| \| Ludodactylus sibbicki \| \| \| \| \| \| Ornithocheirae \| \| \| \| |
|  |                                                                          |
|  | Ludodactylus sibbicki                                                    |
|  |                                                                          |
|  | Ornithocheirae                                                           |
|  |                                                                          |

|  | Ludodactylus sibbicki |
|  |                       |
|  | Ornithocheirae        |
|  |                       |

|  | Brasileodactylus araripensis                                             |
|  |                                                                          |
|  | \| \| Ludodactylus sibbicki \| \| \| \| \| \| Ornithocheirae \| \| \| \| |
|  |                                                                          |
|  | Ludodactylus sibbicki                                                    |
|  |                                                                          |
|  | Ornithocheirae                                                           |
|  |                                                                          |

|  | Ludodactylus sibbicki |
|  |                       |
|  | Ornithocheirae        |
|  |                       |

|  | Pteranodon longiceps  |
|  |                       |
|  | Pteranodon sternbergi |
|  |                       |

|  | Liaoxipterus brachyognathus                                                       |
|  |                                                                                   |
|  | \| \| Istiodactylus latidens \| \| \| \| \| \| Istiodactylus sinensis \| \| \| \| |
|  |                                                                                   |
|  | Istiodactylus latidens                                                            |
|  |                                                                                   |
|  | Istiodactylus sinensis                                                            |
|  |                                                                                   |

|  | Istiodactylus latidens |
|  |                        |
|  | Istiodactylus sinensis |
|  |                        |

|  | Liaoxipterus brachyognathus                                                       |
|  |                                                                                   |
|  | \| \| Istiodactylus latidens \| \| \| \| \| \| Istiodactylus sinensis \| \| \| \| |
|  |                                                                                   |
|  | Istiodactylus latidens                                                            |
|  |                                                                                   |
|  | Istiodactylus sinensis                                                            |
|  |                                                                                   |

|  | Istiodactylus latidens |
|  |                        |
|  | Istiodactylus sinensis |
|  |                        |

|  | Liaoxipterus brachyognathus                                                       |
|  |                                                                                   |
|  | \| \| Istiodactylus latidens \| \| \| \| \| \| Istiodactylus sinensis \| \| \| \| |
|  |                                                                                   |
|  | Istiodactylus latidens                                                            |
|  |                                                                                   |
|  | Istiodactylus sinensis                                                            |
|  |                                                                                   |

|  | Istiodactylus latidens |
|  |                        |
|  | Istiodactylus sinensis |
|  |                        |

|  | Liaoxipterus brachyognathus                                                       |
|  |                                                                                   |
|  | \| \| Istiodactylus latidens \| \| \| \| \| \| Istiodactylus sinensis \| \| \| \| |
|  |                                                                                   |
|  | Istiodactylus latidens                                                            |
|  |                                                                                   |
|  | Istiodactylus sinensis                                                            |
|  |                                                                                   |

|  | Istiodactylus latidens |
|  |                        |
|  | Istiodactylus sinensis |
|  |                        |

|  | Brasileodactylus araripensis                                             |
|  |                                                                          |
|  | \| \| Ludodactylus sibbicki \| \| \| \| \| \| Ornithocheirae \| \| \| \| |
|  |                                                                          |
|  | Ludodactylus sibbicki                                                    |
|  |                                                                          |
|  | Ornithocheirae                                                           |
|  |                                                                          |

|  | Ludodactylus sibbicki |
|  |                       |
|  | Ornithocheirae        |
|  |                       |

|  | Brasileodactylus araripensis                                             |
|  |                                                                          |
|  | \| \| Ludodactylus sibbicki \| \| \| \| \| \| Ornithocheirae \| \| \| \| |
|  |                                                                          |
|  | Ludodactylus sibbicki                                                    |
|  |                                                                          |
|  | Ornithocheirae                                                           |
|  |                                                                          |

|  | Ludodactylus sibbicki |
|  |                       |
|  | Ornithocheirae        |
|  |                       |

|  | Brasileodactylus araripensis                                             |
|  |                                                                          |
|  | \| \| Ludodactylus sibbicki \| \| \| \| \| \| Ornithocheirae \| \| \| \| |
|  |                                                                          |
|  | Ludodactylus sibbicki                                                    |
|  |                                                                          |
|  | Ornithocheirae                                                           |
|  |                                                                          |

|  | Ludodactylus sibbicki |
|  |                       |
|  | Ornithocheirae        |
|  |                       |

|  | Brasileodactylus araripensis                                             |
|  |                                                                          |
|  | \| \| Ludodactylus sibbicki \| \| \| \| \| \| Ornithocheirae \| \| \| \| |
|  |                                                                          |
|  | Ludodactylus sibbicki                                                    |
|  |                                                                          |
|  | Ornithocheirae                                                           |
|  |                                                                          |

|  | Ludodactylus sibbicki |
|  |                       |
|  | Ornithocheirae        |
|  |                       |

|  | Brasileodactylus araripensis                                             |
|  |                                                                          |
|  | \| \| Ludodactylus sibbicki \| \| \| \| \| \| Ornithocheirae \| \| \| \| |
|  |                                                                          |
|  | Ludodactylus sibbicki                                                    |
|  |                                                                          |
|  | Ornithocheirae                                                           |
|  |                                                                          |

|  | Ludodactylus sibbicki |
|  |                       |
|  | Ornithocheirae        |
|  |                       |

|  | Brasileodactylus araripensis                                             |
|  |                                                                          |
|  | \| \| Ludodactylus sibbicki \| \| \| \| \| \| Ornithocheirae \| \| \| \| |
|  |                                                                          |
|  | Ludodactylus sibbicki                                                    |
|  |                                                                          |
|  | Ornithocheirae                                                           |
|  |                                                                          |

|  | Ludodactylus sibbicki |
|  |                       |
|  | Ornithocheirae        |
|  |                       |

|  | Brasileodactylus araripensis                                             |
|  |                                                                          |
|  | \| \| Ludodactylus sibbicki \| \| \| \| \| \| Ornithocheirae \| \| \| \| |
|  |                                                                          |
|  | Ludodactylus sibbicki                                                    |
|  |                                                                          |
|  | Ornithocheirae                                                           |
|  |                                                                          |

|  | Ludodactylus sibbicki |
|  |                       |
|  | Ornithocheirae        |
|  |                       |

|  | Brasileodactylus araripensis                                             |
|  |                                                                          |
|  | \| \| Ludodactylus sibbicki \| \| \| \| \| \| Ornithocheirae \| \| \| \| |
|  |                                                                          |
|  | Ludodactylus sibbicki                                                    |
|  |                                                                          |
|  | Ornithocheirae                                                           |
|  |                                                                          |

|  | Ludodactylus sibbicki |
|  |                       |
|  | Ornithocheirae        |
|  |                       |

|  | Liaoxipterus brachyognathus                                                       |
|  |                                                                                   |
|  | \| \| Istiodactylus latidens \| \| \| \| \| \| Istiodactylus sinensis \| \| \| \| |
|  |                                                                                   |
|  | Istiodactylus latidens                                                            |
|  |                                                                                   |
|  | Istiodactylus sinensis                                                            |
|  |                                                                                   |

|  | Istiodactylus latidens |
|  |                        |
|  | Istiodactylus sinensis |
|  |                        |

|  | Liaoxipterus brachyognathus                                                       |
|  |                                                                                   |
|  | \| \| Istiodactylus latidens \| \| \| \| \| \| Istiodactylus sinensis \| \| \| \| |
|  |                                                                                   |
|  | Istiodactylus latidens                                                            |
|  |                                                                                   |
|  | Istiodactylus sinensis                                                            |
|  |                                                                                   |

|  | Istiodactylus latidens |
|  |                        |
|  | Istiodactylus sinensis |
|  |                        |

|  | Liaoxipterus brachyognathus                                                       |
|  |                                                                                   |
|  | \| \| Istiodactylus latidens \| \| \| \| \| \| Istiodactylus sinensis \| \| \| \| |
|  |                                                                                   |
|  | Istiodactylus latidens                                                            |
|  |                                                                                   |
|  | Istiodactylus sinensis                                                            |
|  |                                                                                   |

|  | Istiodactylus latidens |
|  |                        |
|  | Istiodactylus sinensis |
|  |                        |

|  | Liaoxipterus brachyognathus                                                       |
|  |                                                                                   |
|  | \| \| Istiodactylus latidens \| \| \| \| \| \| Istiodactylus sinensis \| \| \| \| |
|  |                                                                                   |
|  | Istiodactylus latidens                                                            |
|  |                                                                                   |
|  | Istiodactylus sinensis                                                            |
|  |                                                                                   |

|  | Istiodactylus latidens |
|  |                        |
|  | Istiodactylus sinensis |
|  |                        |

|  | Brasileodactylus araripensis                                             |
|  |                                                                          |
|  | \| \| Ludodactylus sibbicki \| \| \| \| \| \| Ornithocheirae \| \| \| \| |
|  |                                                                          |
|  | Ludodactylus sibbicki                                                    |
|  |                                                                          |
|  | Ornithocheirae                                                           |
|  |                                                                          |

|  | Ludodactylus sibbicki |
|  |                       |
|  | Ornithocheirae        |
|  |                       |

|  | Brasileodactylus araripensis                                             |
|  |                                                                          |
|  | \| \| Ludodactylus sibbicki \| \| \| \| \| \| Ornithocheirae \| \| \| \| |
|  |                                                                          |
|  | Ludodactylus sibbicki                                                    |
|  |                                                                          |
|  | Ornithocheirae                                                           |
|  |                                                                          |

|  | Ludodactylus sibbicki |
|  |                       |
|  | Ornithocheirae        |
|  |                       |

|  | Brasileodactylus araripensis                                             |
|  |                                                                          |
|  | \| \| Ludodactylus sibbicki \| \| \| \| \| \| Ornithocheirae \| \| \| \| |
|  |                                                                          |
|  | Ludodactylus sibbicki                                                    |
|  |                                                                          |
|  | Ornithocheirae                                                           |
|  |                                                                          |

|  | Ludodactylus sibbicki |
|  |                       |
|  | Ornithocheirae        |
|  |                       |

|  | Brasileodactylus araripensis                                             |
|  |                                                                          |
|  | \| \| Ludodactylus sibbicki \| \| \| \| \| \| Ornithocheirae \| \| \| \| |
|  |                                                                          |
|  | Ludodactylus sibbicki                                                    |
|  |                                                                          |
|  | Ornithocheirae                                                           |
|  |                                                                          |

|  | Ludodactylus sibbicki |
|  |                       |
|  | Ornithocheirae        |
|  |                       |

|  | Brasileodactylus araripensis                                             |
|  |                                                                          |
|  | \| \| Ludodactylus sibbicki \| \| \| \| \| \| Ornithocheirae \| \| \| \| |
|  |                                                                          |
|  | Ludodactylus sibbicki                                                    |
|  |                                                                          |
|  | Ornithocheirae                                                           |
|  |                                                                          |

|  | Ludodactylus sibbicki |
|  |                       |
|  | Ornithocheirae        |
|  |                       |

|  | Brasileodactylus araripensis                                             |
|  |                                                                          |
|  | \| \| Ludodactylus sibbicki \| \| \| \| \| \| Ornithocheirae \| \| \| \| |
|  |                                                                          |
|  | Ludodactylus sibbicki                                                    |
|  |                                                                          |
|  | Ornithocheirae                                                           |
|  |                                                                          |

|  | Ludodactylus sibbicki |
|  |                       |
|  | Ornithocheirae        |
|  |                       |

|  | Brasileodactylus araripensis                                             |
|  |                                                                          |
|  | \| \| Ludodactylus sibbicki \| \| \| \| \| \| Ornithocheirae \| \| \| \| |
|  |                                                                          |
|  | Ludodactylus sibbicki                                                    |
|  |                                                                          |
|  | Ornithocheirae                                                           |
|  |                                                                          |

|  | Ludodactylus sibbicki |
|  |                       |
|  | Ornithocheirae        |
|  |                       |

|  | Brasileodactylus araripensis                                             |
|  |                                                                          |
|  | \| \| Ludodactylus sibbicki \| \| \| \| \| \| Ornithocheirae \| \| \| \| |
|  |                                                                          |
|  | Ludodactylus sibbicki                                                    |
|  |                                                                          |
|  | Ornithocheirae                                                           |
|  |                                                                          |

|  | Ludodactylus sibbicki |
|  |                       |
|  | Ornithocheirae        |
|  |                       |

|  | Pteranodon longiceps  |
|  |                       |
|  | Pteranodon sternbergi |
|  |                       |

|  | Liaoxipterus brachyognathus                                                       |
|  |                                                                                   |
|  | \| \| Istiodactylus latidens \| \| \| \| \| \| Istiodactylus sinensis \| \| \| \| |
|  |                                                                                   |
|  | Istiodactylus latidens                                                            |
|  |                                                                                   |
|  | Istiodactylus sinensis                                                            |
|  |                                                                                   |

|  | Istiodactylus latidens |
|  |                        |
|  | Istiodactylus sinensis |
|  |                        |

|  | Liaoxipterus brachyognathus                                                       |
|  |                                                                                   |
|  | \| \| Istiodactylus latidens \| \| \| \| \| \| Istiodactylus sinensis \| \| \| \| |
|  |                                                                                   |
|  | Istiodactylus latidens                                                            |
|  |                                                                                   |
|  | Istiodactylus sinensis                                                            |
|  |                                                                                   |

|  | Istiodactylus latidens |
|  |                        |
|  | Istiodactylus sinensis |
|  |                        |

|  | Liaoxipterus brachyognathus                                                       |
|  |                                                                                   |
|  | \| \| Istiodactylus latidens \| \| \| \| \| \| Istiodactylus sinensis \| \| \| \| |
|  |                                                                                   |
|  | Istiodactylus latidens                                                            |
|  |                                                                                   |
|  | Istiodactylus sinensis                                                            |
|  |                                                                                   |

|  | Istiodactylus latidens |
|  |                        |
|  | Istiodactylus sinensis |
|  |                        |

|  | Liaoxipterus brachyognathus                                                       |
|  |                                                                                   |
|  | \| \| Istiodactylus latidens \| \| \| \| \| \| Istiodactylus sinensis \| \| \| \| |
|  |                                                                                   |
|  | Istiodactylus latidens                                                            |
|  |                                                                                   |
|  | Istiodactylus sinensis                                                            |
|  |                                                                                   |

|  | Istiodactylus latidens |
|  |                        |
|  | Istiodactylus sinensis |
|  |                        |

|  | Brasileodactylus araripensis                                             |
|  |                                                                          |
|  | \| \| Ludodactylus sibbicki \| \| \| \| \| \| Ornithocheirae \| \| \| \| |
|  |                                                                          |
|  | Ludodactylus sibbicki                                                    |
|  |                                                                          |
|  | Ornithocheirae                                                           |
|  |                                                                          |

|  | Ludodactylus sibbicki |
|  |                       |
|  | Ornithocheirae        |
|  |                       |

|  | Brasileodactylus araripensis                                             |
|  |                                                                          |
|  | \| \| Ludodactylus sibbicki \| \| \| \| \| \| Ornithocheirae \| \| \| \| |
|  |                                                                          |
|  | Ludodactylus sibbicki                                                    |
|  |                                                                          |
|  | Ornithocheirae                                                           |
|  |                                                                          |

|  | Ludodactylus sibbicki |
|  |                       |
|  | Ornithocheirae        |
|  |                       |

|  | Brasileodactylus araripensis                                             |
|  |                                                                          |
|  | \| \| Ludodactylus sibbicki \| \| \| \| \| \| Ornithocheirae \| \| \| \| |
|  |                                                                          |
|  | Ludodactylus sibbicki                                                    |
|  |                                                                          |
|  | Ornithocheirae                                                           |
|  |                                                                          |

|  | Ludodactylus sibbicki |
|  |                       |
|  | Ornithocheirae        |
|  |                       |

|  | Brasileodactylus araripensis                                             |
|  |                                                                          |
|  | \| \| Ludodactylus sibbicki \| \| \| \| \| \| Ornithocheirae \| \| \| \| |
|  |                                                                          |
|  | Ludodactylus sibbicki                                                    |
|  |                                                                          |
|  | Ornithocheirae                                                           |
|  |                                                                          |

|  | Ludodactylus sibbicki |
|  |                       |
|  | Ornithocheirae        |
|  |                       |

|  | Brasileodactylus araripensis                                             |
|  |                                                                          |
|  | \| \| Ludodactylus sibbicki \| \| \| \| \| \| Ornithocheirae \| \| \| \| |
|  |                                                                          |
|  | Ludodactylus sibbicki                                                    |
|  |                                                                          |
|  | Ornithocheirae                                                           |
|  |                                                                          |

|  | Ludodactylus sibbicki |
|  |                       |
|  | Ornithocheirae        |
|  |                       |

|  | Brasileodactylus araripensis                                             |
|  |                                                                          |
|  | \| \| Ludodactylus sibbicki \| \| \| \| \| \| Ornithocheirae \| \| \| \| |
|  |                                                                          |
|  | Ludodactylus sibbicki                                                    |
|  |                                                                          |
|  | Ornithocheirae                                                           |
|  |                                                                          |

|  | Ludodactylus sibbicki |
|  |                       |
|  | Ornithocheirae        |
|  |                       |

|  | Brasileodactylus araripensis                                             |
|  |                                                                          |
|  | \| \| Ludodactylus sibbicki \| \| \| \| \| \| Ornithocheirae \| \| \| \| |
|  |                                                                          |
|  | Ludodactylus sibbicki                                                    |
|  |                                                                          |
|  | Ornithocheirae                                                           |
|  |                                                                          |

|  | Ludodactylus sibbicki |
|  |                       |
|  | Ornithocheirae        |
|  |                       |

|  | Brasileodactylus araripensis                                             |
|  |                                                                          |
|  | \| \| Ludodactylus sibbicki \| \| \| \| \| \| Ornithocheirae \| \| \| \| |
|  |                                                                          |
|  | Ludodactylus sibbicki                                                    |
|  |                                                                          |
|  | Ornithocheirae                                                           |
|  |                                                                          |

|  | Ludodactylus sibbicki |
|  |                       |
|  | Ornithocheirae        |
|  |                       |

|  | Liaoxipterus brachyognathus                                                       |
|  |                                                                                   |
|  | \| \| Istiodactylus latidens \| \| \| \| \| \| Istiodactylus sinensis \| \| \| \| |
|  |                                                                                   |
|  | Istiodactylus latidens                                                            |
|  |                                                                                   |
|  | Istiodactylus sinensis                                                            |
|  |                                                                                   |

|  | Istiodactylus latidens |
|  |                        |
|  | Istiodactylus sinensis |
|  |                        |

|  | Liaoxipterus brachyognathus                                                       |
|  |                                                                                   |
|  | \| \| Istiodactylus latidens \| \| \| \| \| \| Istiodactylus sinensis \| \| \| \| |
|  |                                                                                   |
|  | Istiodactylus latidens                                                            |
|  |                                                                                   |
|  | Istiodactylus sinensis                                                            |
|  |                                                                                   |

|  | Istiodactylus latidens |
|  |                        |
|  | Istiodactylus sinensis |
|  |                        |

|  | Liaoxipterus brachyognathus                                                       |
|  |                                                                                   |
|  | \| \| Istiodactylus latidens \| \| \| \| \| \| Istiodactylus sinensis \| \| \| \| |
|  |                                                                                   |
|  | Istiodactylus latidens                                                            |
|  |                                                                                   |
|  | Istiodactylus sinensis                                                            |
|  |                                                                                   |

|  | Istiodactylus latidens |
|  |                        |
|  | Istiodactylus sinensis |
|  |                        |

|  | Liaoxipterus brachyognathus                                                       |
|  |                                                                                   |
|  | \| \| Istiodactylus latidens \| \| \| \| \| \| Istiodactylus sinensis \| \| \| \| |
|  |                                                                                   |
|  | Istiodactylus latidens                                                            |
|  |                                                                                   |
|  | Istiodactylus sinensis                                                            |
|  |                                                                                   |

|  | Istiodactylus latidens |
|  |                        |
|  | Istiodactylus sinensis |
|  |                        |

|  | Brasileodactylus araripensis                                             |
|  |                                                                          |
|  | \| \| Ludodactylus sibbicki \| \| \| \| \| \| Ornithocheirae \| \| \| \| |
|  |                                                                          |
|  | Ludodactylus sibbicki                                                    |
|  |                                                                          |
|  | Ornithocheirae                                                           |
|  |                                                                          |

|  | Ludodactylus sibbicki |
|  |                       |
|  | Ornithocheirae        |
|  |                       |

|  | Brasileodactylus araripensis                                             |
|  |                                                                          |
|  | \| \| Ludodactylus sibbicki \| \| \| \| \| \| Ornithocheirae \| \| \| \| |
|  |                                                                          |
|  | Ludodactylus sibbicki                                                    |
|  |                                                                          |
|  | Ornithocheirae                                                           |
|  |                                                                          |

|  | Ludodactylus sibbicki |
|  |                       |
|  | Ornithocheirae        |
|  |                       |

|  | Brasileodactylus araripensis                                             |
|  |                                                                          |
|  | \| \| Ludodactylus sibbicki \| \| \| \| \| \| Ornithocheirae \| \| \| \| |
|  |                                                                          |
|  | Ludodactylus sibbicki                                                    |
|  |                                                                          |
|  | Ornithocheirae                                                           |
|  |                                                                          |

|  | Ludodactylus sibbicki |
|  |                       |
|  | Ornithocheirae        |
|  |                       |

|  | Brasileodactylus araripensis                                             |
|  |                                                                          |
|  | \| \| Ludodactylus sibbicki \| \| \| \| \| \| Ornithocheirae \| \| \| \| |
|  |                                                                          |
|  | Ludodactylus sibbicki                                                    |
|  |                                                                          |
|  | Ornithocheirae                                                           |
|  |                                                                          |

|  | Ludodactylus sibbicki |
|  |                       |
|  | Ornithocheirae        |
|  |                       |

|  | Brasileodactylus araripensis                                             |
|  |                                                                          |
|  | \| \| Ludodactylus sibbicki \| \| \| \| \| \| Ornithocheirae \| \| \| \| |
|  |                                                                          |
|  | Ludodactylus sibbicki                                                    |
|  |                                                                          |
|  | Ornithocheirae                                                           |
|  |                                                                          |

|  | Ludodactylus sibbicki |
|  |                       |
|  | Ornithocheirae        |
|  |                       |

|  | Brasileodactylus araripensis                                             |
|  |                                                                          |
|  | \| \| Ludodactylus sibbicki \| \| \| \| \| \| Ornithocheirae \| \| \| \| |
|  |                                                                          |
|  | Ludodactylus sibbicki                                                    |
|  |                                                                          |
|  | Ornithocheirae                                                           |
|  |                                                                          |

|  | Ludodactylus sibbicki |
|  |                       |
|  | Ornithocheirae        |
|  |                       |

|  | Brasileodactylus araripensis                                             |
|  |                                                                          |
|  | \| \| Ludodactylus sibbicki \| \| \| \| \| \| Ornithocheirae \| \| \| \| |
|  |                                                                          |
|  | Ludodactylus sibbicki                                                    |
|  |                                                                          |
|  | Ornithocheirae                                                           |
|  |                                                                          |

|  | Ludodactylus sibbicki |
|  |                       |
|  | Ornithocheirae        |
|  |                       |

|  | Brasileodactylus araripensis                                             |
|  |                                                                          |
|  | \| \| Ludodactylus sibbicki \| \| \| \| \| \| Ornithocheirae \| \| \| \| |
|  |                                                                          |
|  | Ludodactylus sibbicki                                                    |
|  |                                                                          |
|  | Ornithocheirae                                                           |
|  |                                                                          |

|  | Ludodactylus sibbicki |
|  |                       |
|  | Ornithocheirae        |
|  |                       |

### Especies en desuso

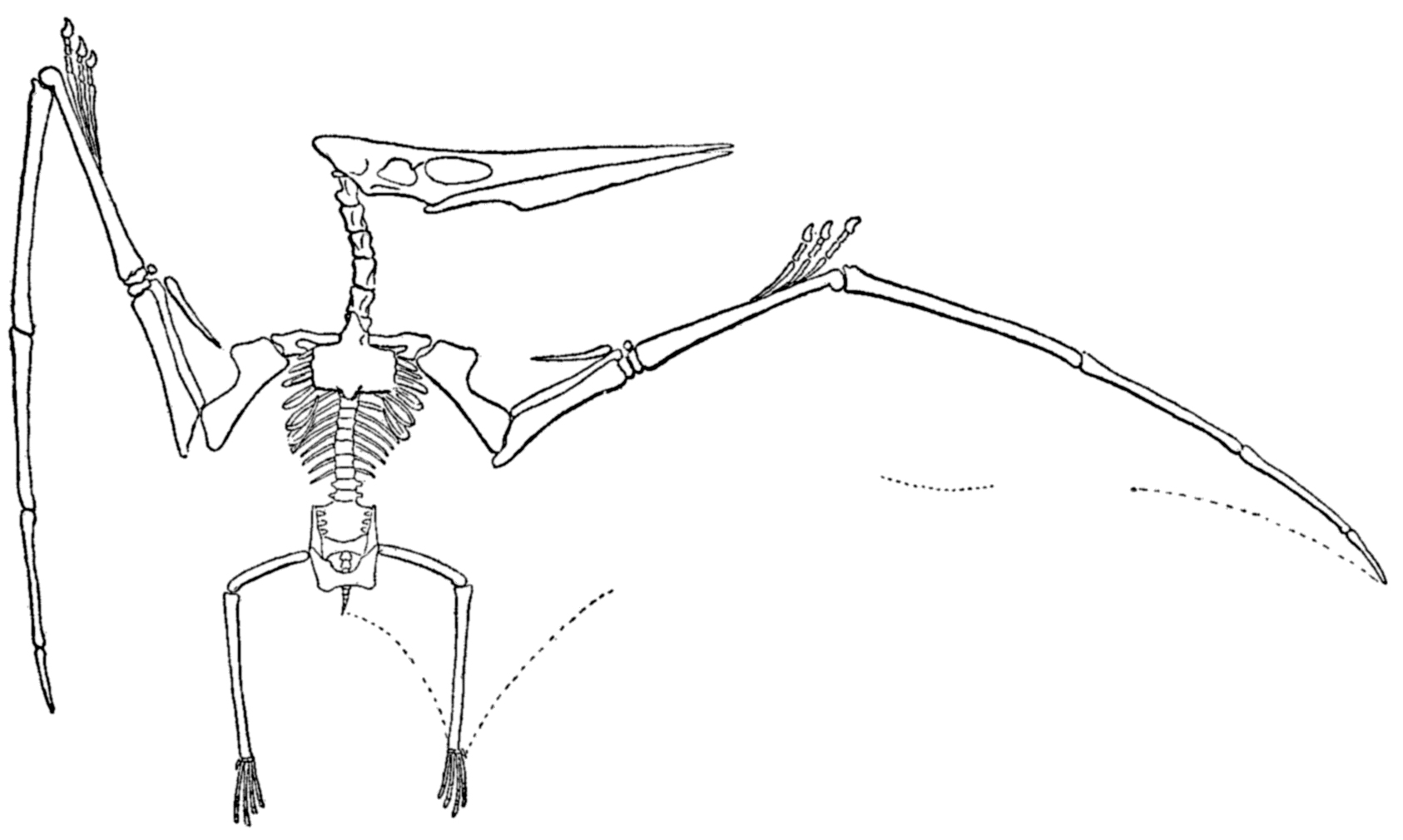
Reconstrucción de S.W. Williston de Ornithostoma ingens, un sinónimo de P. longiceps.

Un cierto número de especies adicionales de Pteranodon han sido nombradas desde la década de 1870, aunque muchas ahora son consideradas sinónimos más recientes de las dos o tres especies válidas. La mejor conocida es la especie tipo, P. longiceps, basada en especímenes bien preservados incluyendo el primer cráneo conocido hallado por S. W. Williston. Este individuo tenía una envergadura de 7 metros. Otras especies válidas incluyen la posiblemente mayor P. sternbergi, con una envergadura originalmente estimada en 9 m. P. occidentalis, P. velox, P. umbrosus, P. harpyia y P. comptus fueron considerados como nomina dubia por Bennett (1994) y otros quienes cuestionaron su validez. Probablemente son todos sinónimos de las especies mejor conocidas.

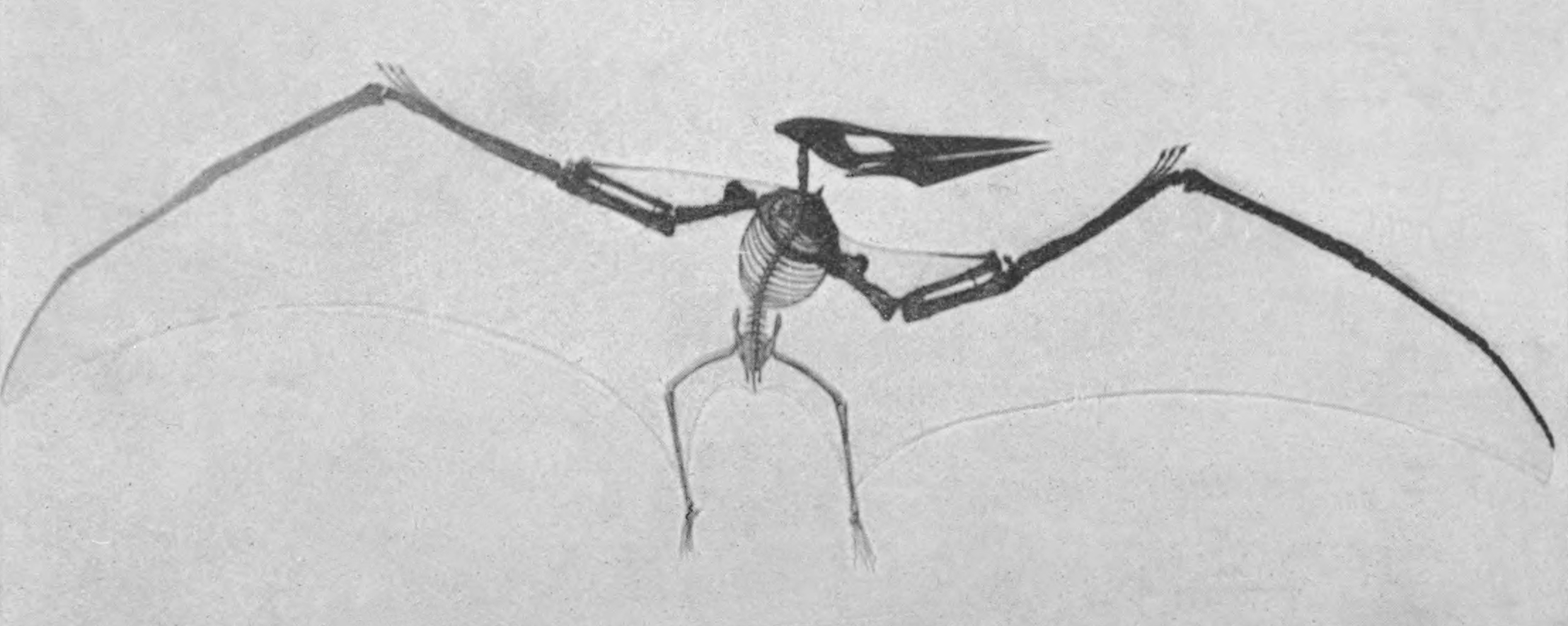
Montaje de P. occidentalis en el que los brazos, la cintura escapular y los dedos son los huesos reales, y el resto se ha elaborado a partir de otros ejemplares.

Dado que la característica distintiva clave que Marsh señaló para Pteranodon era su carencia de dientes, cualquier fragmento de mandíbula de pterosaurio sin dientes, sin importar en que lugar del mundo se lo encontrara, tendía a ser atribuido a Pteranodon durante finales del siglo diecinueve y principios del siglo veinte. Esto resultó en una plétora de especies y la consecuente confusión. El nombre se volvió un taxón cajón de sastre, de modo parecido al caso del dinosaurio Megalosaurus, para así clasificar cualquier resto de pterosaurio que no tuviera nada de particular excepto la ausencia de dientes. Las especies (algunas de las dudosas ahora se sabe que frecuentemente estaban basadas en variaciones sexuales o características juveniles) han sido reclasificadas en varias ocasiones, y varios subgéneros que fueron erigidos en la década de 1870 por Halsey Wilkinson Miller para mantenerlos en distintas combinaciones, para mayor confusión de la taxonomía (los subgenéros incluyen a Longicepia, Occidentalia y Geosternbergia). Autores notables quienes han discutido varios aspectos de Pteranodon como su taxonomía incluyen a Bennett, Padian, Unwin, Kellner y Wellnhofer. Dos especies, P. orogensis y P. orientalis, no son pteranodóntidos y han sido renombrados como Bennettazhia oregonensis y Bogolubovia orientalis, respectivamente.

### Lista de especies y sinónimos
El estatus de nombres listados abajo siguen la clasificación de Bennett, 1994 a menos que se anote lo contrario.
| Nombre                                 | Autor                      | Años        | Estatus                                                   | Notas                                                                           |
| -------------------------------------- | -------------------------- | ----------- | --------------------------------------------------------- | ------------------------------------------------------------------------------- |
| Pterodactylus occidentalis             | Marsh                      | 1872        | Reclasificado como Pteranodon occidentalis                | Reclasificación de Pterodactylus oweni Marsh 1871 (pre-ocupado por Seeley 1864) |
| Pterodactylus ingens                   | Marsh                      | 1872        | Reclasificado como Pteranodon ingens                      |                                                                                 |
| Pterodactylus velox                    | Marsh                      | 1872        | Nomen dubium                                              | Reclasificado como Pteranodon velox                                             |
| Ornithochirus umbrosus                 | Cope                       | 1872        | Nomen dubium                                              |                                                                                 |
| Ornithochirus harpyia                  | Cope                       | 1872        | Nomen dubium                                              |                                                                                 |
| Pterodactylus umbrosus                 | (Cope) Cope                | (1872) 1874 | Reclasificación de Ornithochirus umbrosus                 |                                                                                 |
| Pteranodon longiceps                   | Marsh                      | 1876        | Válido                                                    | Especie tipo                                                                    |
| Pteranodon ingens                      | (Marsh) Williston          | (1872) 1876 | Nomen dubium                                              | Reclasificación de Pterodactylus ingens                                         |
| Pteranodon occidentalis                | Marsh                      | (1872) 1876 | Nomen dubium                                              | Reclasificación de Pterodactylus occidentalis                                   |
| Pteranodon velox                       | Marsh                      | (1872) 1876 | Nomen dubium                                              | Reclasificación de Pterodactylus velox, basado en un espécimen juvenil          |
| Pteranodon gracilis                    | Marsh                      | 1876        | Reclasificado como Nyctosaurus gracilis                   |                                                                                 |
| Pteranodon comptus                     | Marsh                      | 1876        | Nomen dubium                                              |                                                                                 |
| Pteranodon nanus                       | Marsh                      | 1876        | Reclasificado como Nyctosaurus nanus                      |                                                                                 |
| Ornithocheirus umbrosus                | (Cope) Newton              | (1872) 1888 | Reclasificado como Pteranodon umbrosus                    | Corrección de escritura de Ornithochirus umbrosus                               |
| Ornithocheirus harpyia                 | (Cope) Newton              | (1872) 1888 | Reclasificado como Pteranodon harpyia                     | Corrección de escritura de Ornithochirus harpyia                                |
| Pteranodon umbrosus                    | (Cope) Williston           | (1872) 1892 | Nomen dubium                                              | Reclasificación de Ornithochirus umbrosus                                       |
| Ornithostoma ingens                    | (Marsh) Williston          | (1872) 1893 | Sinónimo de Pteranodon ingens                             | Reclasificado de Pteranodon ingens                                              |
| Ornithostoma umbrosum                  | (Cope) Williston           | (1872) 1897 | Sinónimo de Pteranodon umbrosus                           | Reclasificado de Pteranodon umbrosus                                            |
| Pteranodon oregonensis                 | Gilmore                    | 1928        | Reclasificado como Bennettazhia oregonensis               |                                                                                 |
| Pteranodon sternbergi                  | Harksen                    | 1966        | Válid                                                     |                                                                                 |
| Pteranodon marshi                      | Miller                     | 1972        | Sinónimo de Pteranodon longiceps                          |                                                                                 |
| Pteranodon bonneri                     | Miller                     | 1972        | Reclasificado como Nyctosaurus bonneri                    |                                                                                 |
| Pteranodon walkeri                     | Miller                     | 1972        | Sinónimo de Pteranodon longiceps                          |                                                                                 |
| Pteranodon (Occidentalia) eatoni       | (Miller) Miller            | (1972) 1972 | Sinónimo de Pteranodon sternbergi                         |                                                                                 |
| Pteranodon eatoni                      | (Miller) Miller            | (1972) 1972 | Sinónimo de Pteranodon sternbergi                         | Reclasificado de Pteranodon (Occidentalia) eatoni                               |
| Pteranodon (Longicepia) longicps [sic] | (Marsh) Miller             | (1872) 1972 | Sinónimo de Pteranodon longiceps                          | Reclasificado de Pteranodon longiceps                                           |
| Pteranodon (Longicepia) marshi         | (Miller) Miller            | (1972) 1972 | Sinónimo de Pteranodon longiceps                          | Reclasificado de Pteranodon marshi                                              |
| Pteranodon (Sternbergia) sternbergi    | (Harksen) Miller           | (1966) 1972 | Reclasificado como Pteranodon (Geosternbergia) sternbergi | Reclasificado de Pteranodon sternbergi                                          |
| Pteranodon (Sternbergia) walkeri       | (Miller) Miller            | (1972) 1972 | Reclasificado como Pteranodon (Geosternbergia) walkeri    | Reclasificado de Pteranodon walkeri                                             |
| Pteranodon (Pteranodon) marshi         | (Miller) Miller            | (1972) 1973 | Sinónimo de Pteranodon longiceps                          | Reclasificado de Pteranodon marshi                                              |
| Pteranodon (Occidentalia) occidentalis | (Marsh) Olshevsky          | (1872) 1978 | Sinónimo de Pteranodon occidentalis                       | Reclasificado de Pteranodon occidentalis                                        |
| Pteranodon (Longicepia) ingens         | (Marsh) Olshevsky          | (1872) 1978 | Sinónimo de Pteranodon ingens                             | Reclasificado de Pteranodon ingens                                              |
| Pteranodon (Pteranodon) ingens         | (Marsh) Olshevsky          | (1872) 1978 | Sinónimo de Pteranodon ingens                             | Reclasificado de Pteranodon ingens                                              |
| Pteranodon (Geosternbergia) walkeri    | (Miller) Miller            | (1972) 1978 | Sinónimo de Pteranodon longiceps                          | Reclasificado de Pteranodon walkeri                                             |
| Pteranodon (Geosternbergia) sternbergi | (Harksen) Miller           | (1966) 1978 | Sinónimo de Pteranodon sternbergi                         | Reclasificado de Pteranodon (Sternbergia) sternbergi                            |
| Pteranodon orientalis                  | (Bogolubov) Nesov & Yarkov | (1914) 1989 | Reclasificado como Bogolubovia orientalis                 | Reclasificado de Ornithostoma orientalis                                        |
| Geosternbergia walkeri                 | (Miller) Olshevsky         | (1872) 1991 | Sinónimo de Pteranodon sternbergi                         | Reclasificado de Pteranodon (Sternbergia) walkeri                               |
| Geosternbergia sternbergi              | (Harksen) Olshevsky        | (1966) 1991 | Sinónimo de Pteranodon sternbergi                         | Reclasificado de Pteranodon (Geosternbergia) sternbergi                         |